# エアバスA300
エアバスA300
イラン航空のA300B2
- 用途：旅客機、貨物機
- 分類：ワイドボディ機
- 製造者： エアバス
- 運用者（2022年8月現在の運用数上位5社）[1]
  - フェデックス・エクスプレス
  - UPS航空
  - ユーロピアン・エア・トランスポート・ライプツィヒ（英語版）（DHL）
  - エア・ホンコン
  - イラン航空
- 初飛行：1972年10月28日[2]
- 生産数：567機
- 運用開始：1974年5月23日[3]
- 運用状況：運用中

エアバスA300 (Airbus A300) は、エアバス・インダストリー（後のエアバス）が開発・製造した双発ジェット旅客機。世界初の双発ワイドボディ旅客機であり、エアバス社設立のきっかけとなった。
機種名のA3は、エアバスのAと初期構想の座席数300席にちなむ。A300は2つの世代に分けることができ、第1世代はA3008とも呼ばれる。新技術の採用でグラスコックピット化された次世代型はA300-600と呼ばれる。本項ではA300第1世代を中心に説明する（A300-600シリーズについては当該ページを参照）。
本格的なジェット旅客機の時代を迎えた1960年代、バスのように気軽に乗れる大型旅客機「エアバス」の登場が待望された。当時、欧州の航空機メーカーは単独で「エアバス」を事業化する体力が無かったため、国際共同開発体制によりA300構想が推進されることとなる。そして、紆余曲折を経てフランスと西ドイツ（当時）政府が中心となり企業連合エアバス・インダストリーが設立、A300が開発された。
A300は低翼配置の主翼下に左右1発ずつターボファンエンジンを装備し、尾翼は低翼配置、降着装置は前輪配置である。A300第1世代の全長は53.62メートル、全幅は44.84メートル、最大離陸重量は116.5トンから165トンで、最大巡航速度はマッハ0.82から0.84である。当初、A300は欧州域内の短距離機として開発されたが、後に離着陸性能や航続距離性能を強化した派生型が開発され、一部の海上ルートを含む中距離路線にも進出した。旅客型だけでなく貨客転換型や貨物専用型も開発された。貨物型は新造のほか旅客型からの改造も行われており、2024年現在、一部の中東の航空会社を除き、主に貨物機としての運航が中心である。
A300第1世代は1974年にエールフランスにより初就航し、A300-600は1984年にサウジアラビア航空により初就航した。役目を終えた第1世代は1985年に生産を終了し、A300-600シリーズは2007年まで生産された。総生産数はA300第1世代が250機、A300-600シリーズは317機であった。2017年1月現在、A300の関係した機体損失事故が34件、ハイジャックが30件起きている。死者を伴う事件・事故は15件発生しており、合わせて1,435人が亡くなっている。
以下、本項ではジェット旅客機については社名を省略して英数字のみで表記する。例えば、「エアバスA300」であれば「A300」、「ボーイング747」であれば「747」、「ダグラスDC-10」はDC-10、「ロッキードL-1011」はL-1011とする。

## 沿革

### ヨーロピアン・エアバス構想
「エアバス」という言葉は、もともと特定の機種名や企業名を指すものではなく、「中短距離用の大型ワイドボディ旅客機」という意味合いで使われ、その語源は1960年代の欧州の大型機構想にある。1950年代終盤に707とDC-8が相次いで就航すると、本格的なジェット旅客機の時代が到来した。航空旅客は爆発的に増加し、1960年代の中盤になると旅客機の大型化が望まれるようになった。空港に行けばいつでも飛行機に乗れる時代が到来すると予想され、バスのように気軽に乗れる飛行機として「空のバス」すなわち「エアバス」という言葉が生まれた。
1964年にイギリスでは王立航空研究所の主導でメーカーや航空会社も参加した委員会が開かれ、今後の欧州には大量輸送用に経済的な短距離輸送機が必要になるとの考えから様々な機体案が検討された。フランスでも1961年から1962年頃にエールフランスがカラベルの後継となる大型短距離旅客機の開発を求めており、1963年から1965年にかけてシュド、ノール、ブレゲーらのメーカーが200席から250席級の旅客機構想を相次いで発表した。同じ頃、ドイツ（西ドイツ）の航空機メーカーは小規模だったため、1960年にメッサーシュミット、ベルコウ、ジーベル、ドルニエ、VFWなどの各社が集まりエアバス検討グループが立ち上げられ、後のドイチェ・エアバスの前身となった。
こうして「エアバス」への関心が西欧全体で高まり、1965年のパリ航空ショーの頃からドイツ・フランス間、あるいはフランス・イギリス間などでメーカー間の相談も始まるようになった。1965年10月20日から21日にかけて、英国欧州航空主催によるエアバスシンポジウムが開かれた。この会議に西欧各国の航空会社やメーカーが集まり、200ないし250席で新しい大型エンジンを備えた双発機というエアバス像が練られた。これに沿って1965年11月にはイギリス・フランス両政府のワーキンググループが以下のような欧州エアバスの概要仕様をまとめた。
- 座席数：200 - 225席（座席間隔34インチの1クラス）
- 航続距離：1,500キロメートル（810海里）
- 離陸滑走距離：2,000メートル
- 着陸滑走距離：1,800メートル

その他、1座席を1マイル飛ばすためのコストは727-100より30パーセント低く、在来機よりも低騒音、自動着陸を可能とすることなども要求に盛り込まれた。

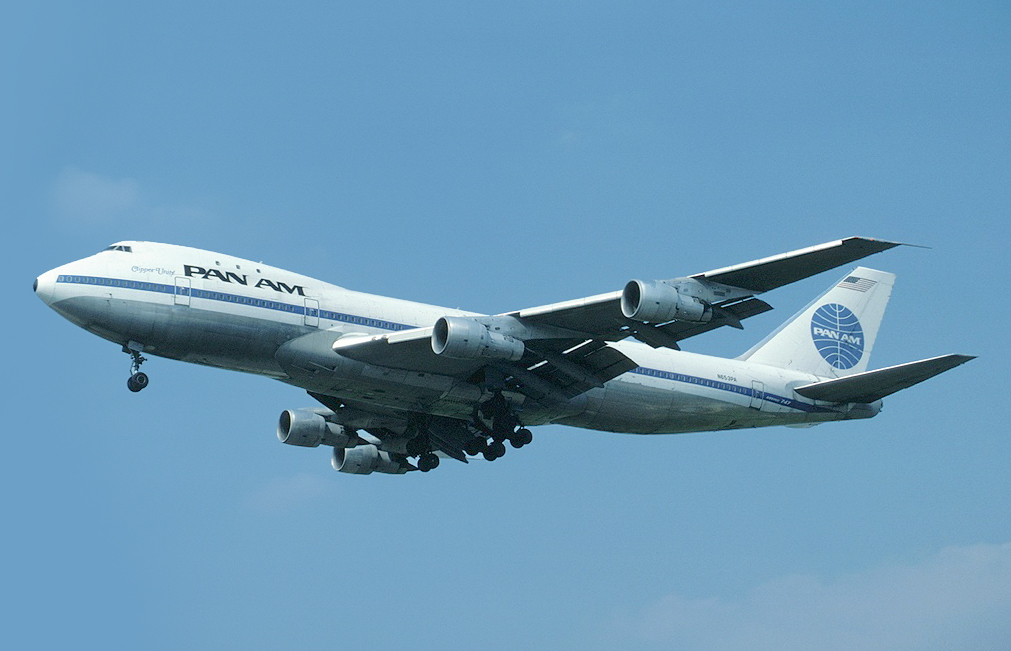
パンアメリカン航空の747。ボーイングは米空軍の大型輸送機の受注に失敗した後、超大型旅客機747を開発した。

一方、米国でも1960年代中頃に大型旅客機を求める動きが盛り上がっていた。1965年秋に米空軍の大型輸送機CX-HLSの受注に失敗したボーイングは、その設計チームと培われた技術をもって超大型機747を開発することを決定した。これはパンアメリカン航空がメーカーに開発を呼びかけていた機材でもあった。また、1966年3月にはアメリカン航空が米国内幹線に適した「大型双発機」の要求仕様を発表し、メーカーに開発を促していた。これら米国の大型旅客機計画と比べると、欧州エアバスの要求仕様は特に航続距離が短く、欧州域内の輸送に適した旅客機を目指している点が特徴だった。

### 国際共同開発へ
欧州エアバス構想は欧州のメーカーが開発経験のない大型旅客機であり開発費も高額になると見込まれた。当時欧州の航空機メーカーは、米国のボーイングやダグラスに販売機数で大きな差をつけられており、1社単独では巨額の開発費を賄うことは困難視され、現実策として複数メーカーでの共同開発が模索された。
1966年7月にエアバス計画の担当企業としてイギリス政府がホーカー・シドレーを、フランス政府がシュドを指名し、これにドイツのエアバス検討グループが加わり共同プロジェクトとしてヨーロピアン・エアバスを開発することに合意した。同年10月15日にプロジェクト参加企業はそれぞれの政府に対して計画への助成申請を行ったほか、機体仕様のとりまとめも進行して1967年2月に初期仕様書が発行された。
その後、ヨーロピアン・エアバスは、より広い旅客機市場に対応できるよう最大離陸重量が120トンに引き上げられ機体サイズが300席級に大型化した。この機体案はエアバス (Airbus) の"A"と座席数の"300"を組み合わせてA-300と呼ばれるようになった（当初、ハイフンを含む表記が用いられたが、のちにハイフンなしのA300となっている。）。1966年7月にボーイングが正式開発を決定していた747との共通性を重視するよう仕様が変更され、胴体直径は747とほぼ同じ6.4メートル、搭載できる貨物コンテナや床面地上高も747と同じとされた。また、航空会社はエンジンについても747と同じプラット・アンド・ホイットニー（以下、P&W）社のJT9Dを装備するよう要請していた。
しかし、イギリスは自国のロールス・ロイス（以下、R-R）が計画していた新エンジン「RB207」の採用を強硬に主張し、英仏独政府間の調整により、機体の取りまとめをフランスが担当するかわりとしてエンジンはR-R製RB207双発のみとなった。1967年9月4日には西ドイツにおけるエアバス事業の受け皿として、MBBとVFWの合弁によりドイチェ・エアバス社が設立された。こうして着々と準備が進められ、1967年9月26日に英仏独3か国政府で以下のようなA-300プロジェクトの了解覚書が取り交わされた。
1. 機体開発費は推定総額1.4億ポンドで分担は英仏が各37.5パーセント、独が25パーセント。
2. エンジン開発費は推定総額6千万ポンドで分担は英75パーセント、独仏が各12.5パーセント。
3. 機体設計はシュドが主導してホーカー・シドレーとドイチェ・エアバスが協力する。
4. エンジン設計はR-Rが主導し、仏のスネクマと独のMTUが協力する。
5. 装備品は欧州内のみから調達。
6. 販売のための共同会社を設立。
7. 1968年7月31日までに英国欧州航空、エールフランス、ルフトハンザ航空から計75機の受注が得られたら実機開発に着手。
8. 仮日程として初飛行は1971年3月、型式証明は1972年11月、初就航を1973年春とする。

### イギリスの離脱
華やかにスタートしたエアバス計画だったが1年後には雲行きが怪しくなった。1967年から1968年にかけて風洞試験や構造の設計が進んだが、米国のダグラスやロッキードも「エアバス」機体案を練っており、それに対抗してA-300の設計案はさらに大型化した。航空会社側の意見を入れて胴体直径は5.94メートルに縮小されたものの、最大離陸重量は138.5トンまで増加し、RB207エンジンの推力増強が必要になった。開発費の見積もりも機体が2.1億ポンド、エンジンは7000万ポンドまで膨らんだ。
航空会社側は大きすぎると難色を示し、1968年7月31日の期限になっても1機の発注もなかった。経済が停滞していたイギリスでは政府が支出を切り詰めようとしており、A-300反対論が台頭した。さらに決定的だったのは、A-300計画がもたついている間に米国の「エアバス」構想が具体化し、1968年4月にロッキードとダグラスがそれぞれL-1011とDC-10の生産に着手したことだった。これで、A-300が見込んでいた市場が奪われてしまうだけでなく、R-RがL-1011向けに新型エンジンRB211の開発を受注したことで、R-Rおよびイギリス政府は販売数が期待されたRB211の開発を優先してA-300向けRB207エンジンには積極的でなくなった。
このような状況でA-300プロジェクトは機体の小型化を検討した。エンジンは747、DC-10、L-1011と同じエンジンを流用することになり、A-300は、ゼネラル・エレクトリック（以下、GE）製CF6、P&W製JT9D、あるいはRB211のどれでも装備可能な双発機とされた。最大離陸重量は125トンに抑えられ、胴体直径は5.54メートルまで縮小、座席数は約50席減の252席（座席間隔34インチの1クラスの場合）となった。この小型化した機体案はA-300Bと呼ばれ、航空会社の要望にも沿ったものであったが、依然として受注獲得には至らなかった。
この間、イギリスでは機体担当のホーカー・シドレー社を除いて計画への熱意がますます冷めていき、ついに1969年4月10日、イギリス政府はこれ以上の財政負担はできないとして計画からの脱退を発表した。イギリス政府はR-Rによるエンジン独占がなくなった上、A-300Bは事業的成功に懐疑的になったと判断した。

### エアバス・インダストリーの設立
最初の先導役だったイギリスが離脱したが、フランス・ドイツ両政府は2国だけでもエアバス計画を続行することを決定した。1969年5月29日、パリ航空ショーに出展していたA-300Bの客室モックアップの中で、仏独両政府の民間航空担当大臣により計画の正式決定の調印式が行われた。この時点での受注数は未だゼロだったが、初飛行を1972年、型式証明の取得を1973年春の予定で計画が進められることとなった。
フランスとドイツの両政府が開発資金を融資し、シュドとドイチェ・エアバスが継続してそれぞれの国の事業担当となった。イギリス政府は計画から離脱したことで、主翼開発に参画していたホーカー・シドレーが窮地に立った。ホーカー・シドレーは民間企業としてプロジェクト参加継続を希望したが、政府の援助なしには主翼開発が難しかった。主翼を開発できる代替企業もなかったことから、開発費の一部をドイツ政府が援助する条件でホーカー・シドレーは自社資金でプロジェクトに残ることになり、1969年6月にシュドおよびドイチェ・エアバスに対して参加契約を締結した。また、同年11月にはオランダのフォッカーもプロジェクトに加わった。1970年1月にはフランスでシュドとノールが合併してアエロスパシアルとなりエアバス担当企業の座を引き継いだ。
フランス・ドイツ両政府の積極的な支援のもと計画は前進し、1970年12月18日、共同事業を取りまとめるため企業連合「エアバス・インダストリー」が設立された。エアバス・インダストリーはフランス商法に基づく経済利益団体 (GIE) で、単独法人ではなく参加企業が共同で責任を持つ特殊会社であった。設立時はアエロスパシアルとドイチェ・エアバスが50対50で出資し、1971年12月23日にはスペインのCASAもメンバーに加わり出資比率は表1のようになった。ホーカー・シドレーとフォッカーは協力会社として開発や生産を分担した。開発費は参加企業だけでなく各社を抱える各国政府による分担もあり、その内訳は表1の通りとなった。
| 国名 | 企業名             | 生産分担部位                                                           | 生産シェア†1 | 開発費分担 | 出資比率 |
| --- | ------------------ | ---------------------------------------------------------------------- | ------------ | ---------- | -------- |
| フランス | アエロスパシアル   | 機首部、胴体中央下部、中央翼、パイロン、最終組み立て                   | 36.1%        | 43%†2      | 47.9%    |
| 西ドイツ†3 | ドイチェ・エアバス | 胴体前方、胴体中央上部、胴体後方、尾部、垂直尾翼、非常口ドア、客室内装 | 36.1%        | 43%†4      | 47.9%    |
| イギリス | ホーカー・シドレー | 主翼                                                                   | 17.0%        | 6%†5       | 0%       |
| オランダ | フォッカー         | 主翼の動翼                                                             | 6.6%         | 6%†4       | 0%       |
| スペイン | CASA               | 水平尾翼、機首の乗降用ドア、降着装置の格納扉                           | 4.2%         | 2%†6       | 4.2%     |
| - 出典：松田 1981a, p. 55。 - †1: 機体生産コスト比。エンジンや機器類を含んだ全ての生産コストの56.5%に相当するとされる。 - †2: 100%政府負担。 - †3: 1990年のドイツ再統一以降はドイツ。 - †4: 90%政府負担、10%業界負担。 - †5: 100%企業負担。政府助成が無かったホーカー・シドレーには開発費分担と比べて大きな生産シェアが割り当てられた。 - †6: A300の設計がかなり進行してから参加したスペインは、生産シェアに対して開発費分担が少ない。 |                    |                                                                        |              |            |          |

この間1970年6月にはエールフランスがA300Bの発注の意向を示していたが、同社はパリとロンドン、ジュネーヴ、コルシカ島などを結ぶ高需要路線に適した機材を求めており、A300の座席数をもう少し増やすよう要求した。そこで、A300Bの胴体を5フレーム（2.65メートル）延長したモデルを用意することとなり、A300Bの2番目のタイプということでA300B2と名付けられた。そして1971年11月3日、エールフランスはA300B2を正式に発注した。これがA300の初受注となり、注文数は確定6機、オプション10機であった。これにより原型機はA300B1と呼ばれるようになったほか、後に基本名称がA300BからA300に戻され、旅客型をA300Bとして貨客転換型をA300C、貨物型をA300Fとする型式名の整理が行われている。
1972年2月にはスペインのイベリア航空から確定4機、オプション8機の受注を獲得した。イベリア航空は4,000キロメートル以上の航続距離性能を求めていたが、A300B2の航続距離は3,430キロメートルだったため、航続距離延長型としてA300B4を開発することになった。

### 設計の過程

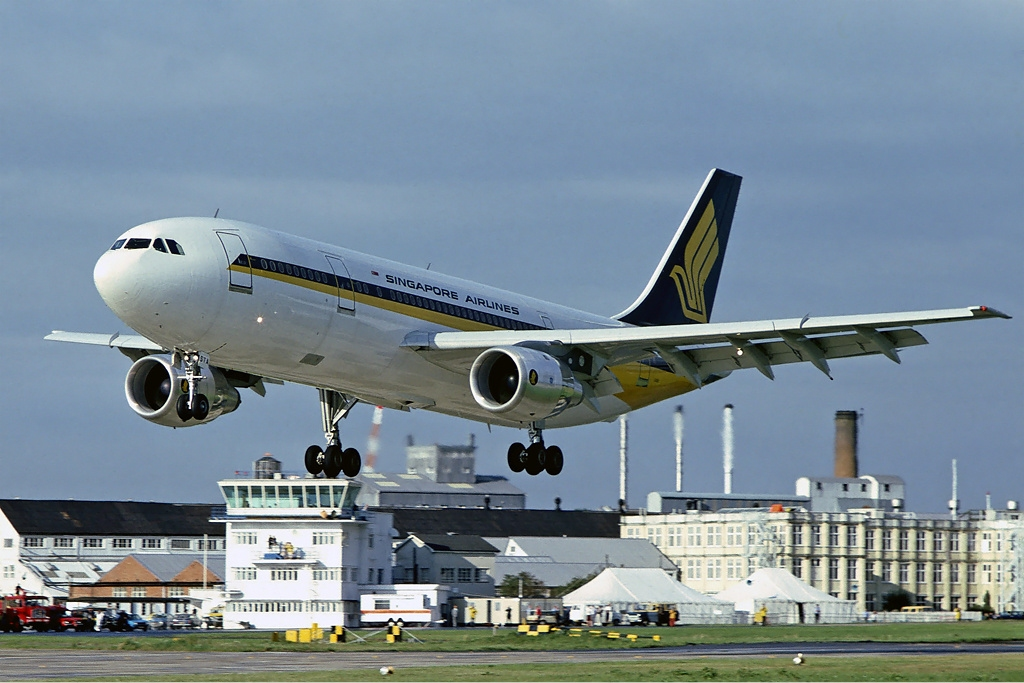
左前方から見たシンガポール航空のA300。

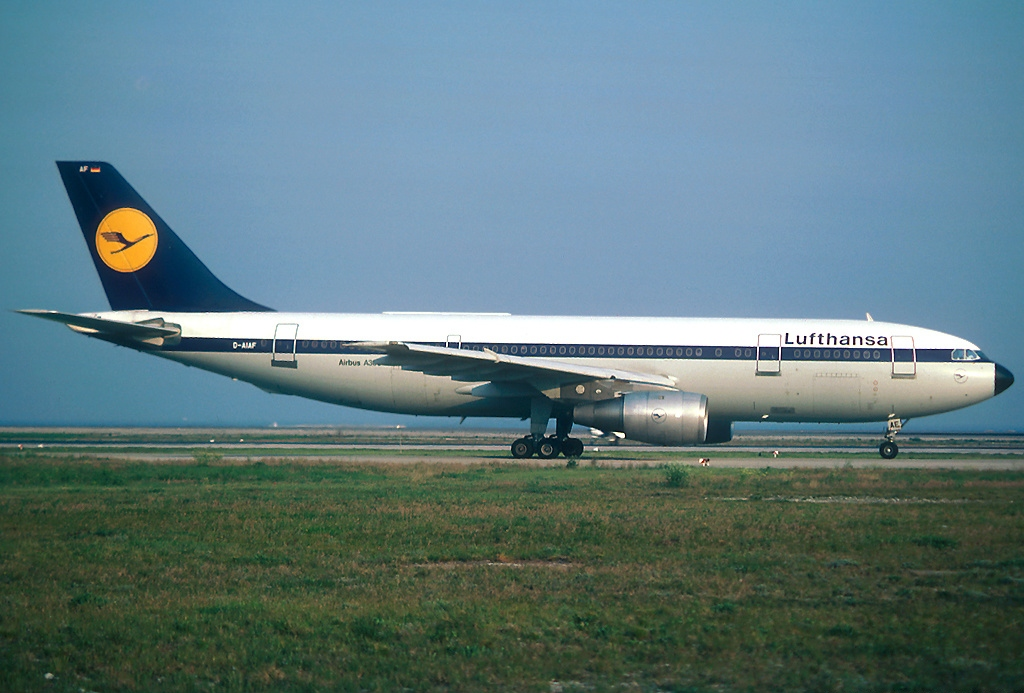
A300B2の右側面。ルフトハンザ航空の塗装。

A300の設計は計画が紆余曲折していた間も進行しており、生産設計と治具類の設計・制作は1969年5月の計画の正式決定とほぼ同時に開始されていた。
西欧では1950年代後期以降、C-160輸送機やアトランティックなどで航空機の共同開発経験が蓄積されており、予想以上にスムーズに開発が進んだ。1971年の春には設計の90パーセントが完了し、ピーク時には総計3000人の技術者がA300に携わったと言われる。A300の空力設計は、全体のまとめと機首形状をアエロスパシアル、主翼とエンジン取り付け部をホーカー・シドレー、胴体後部と尾翼をドイチェ・エアバスが担当した。A300の材料やプロセスは無理に統一規格を作らず、コンポーネントを担当した各国の規格で設計・生産され、1つの図面の中に英語、フランス語、ドイツ語が混在して使用されることもあった。
イギリス政府が離脱したことでR-R製エンジンにこだわる必要が無くなったことから、当時欧州の主要航空会社が発注していたDC-10-30と同じGE製のCF6エンジンが採用された。また、エンジン本体だけでなくエンジンポッドや補助動力装置、エアコン装置などもDC-10と同じものが用いられた。

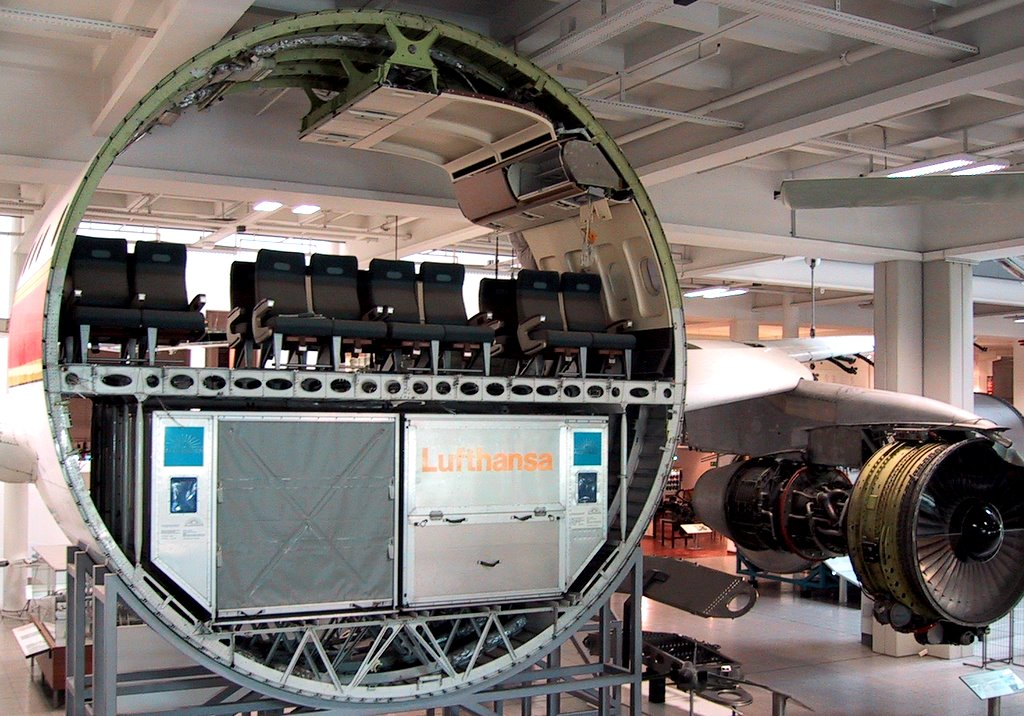
A300の胴体断面モデル。客室には通路2本と横8席の座席を配置でき、床下貨物室にはLD-3航空貨物コンテナを並列に収納できる。

A300の胴体断面は外径5.64メートルの真円形となった。この胴体径は、必要な座席数を満たしつつ床下貨物室にLD-3航空貨物コンテナを左右並列に搭載できる寸法として決定された。構想初期には747の胴体幅に迫る6.4メートルという外径から始まったが、客席数の変更などに合わせて修正が重ねられて最終的に外径5.64メートルに落ち着いた。
A300の空力学的特性は、欧州域内を結ぶ短中距離路線で最適となる飛行速度と経済性を目指して設計された。A300の主翼の翼型にはホーカー・シドレーがトライデントやHS.125、HS.681などの研究開発を通して10年以上練り上げてきた「リア・ローディング翼型」が採用された。この翼型は翼後方の下面がえぐられたような形状を持ち、翼の後半で多くの揚力を得ることができ、遷音速での巡航時に翼表面の流速が部分的に音速を超えても抵抗が急増しないという特徴を持つ。当時最先端の技術であり、注目を浴びた。この翼型の特性は、1960年代にアメリカ航空宇宙局 (NASA) が開発したスーパークリティカル翼型と基本的に同じであるが、翼を設計したホーカー・シドレーは、NASAとは独立にリア・ローディング翼型の開発に至ったとして、決してスーパークリティカル翼型の一種とは認めなかった。
リア・ローディング翼型は衝撃波の発生を遅らせ揚力係数を増加できることから、後退角と翼厚比を同じくした場合に従来の翼型よりも高速で飛行できる。しかし、A300は短中距離路線に適した旅客機を目指していたことから高い巡航速度は不要とされ、リア・ローディング翼型の特色を翼厚を増やして後退角を減らすよう振り向けられた。後退角は25パーセント翼弦で28度と浅くなり低速時の操縦性に有利になったほか、翼厚比の増加は強度面に有利に働き、構造重量は従来の翼厚比の主翼と比べて同一翼面積で1トン以上の軽量化に成功した。
A300の主翼は、断面の変化とねじり下げにより翼幅方向にほぼ一様の圧力分布を持つように設計された。それに伴いA300の主翼表面は翼根と翼端で異なる曲面を持つことになった。主翼の製造を担当したホーカー・シドレーは、当時このような二重曲率の外板を製造できる設備をもっていなかったため、エンジンパイロンのやや外側を境として翼を外側と内側に2分割して製造し、継ぎ手で繋ぐ構造が採用された。

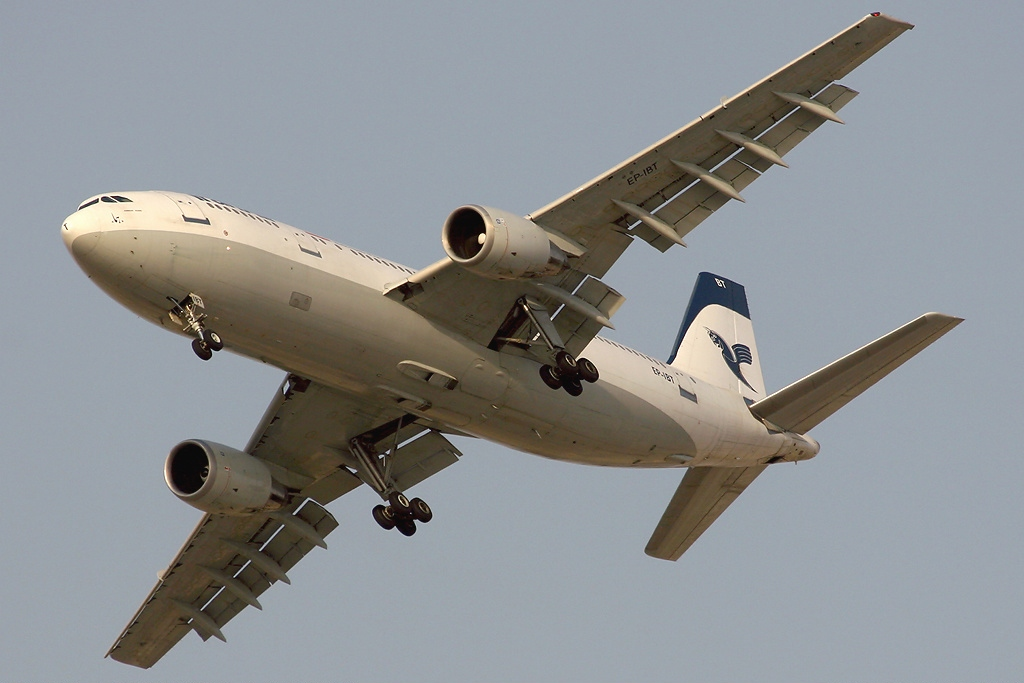
前方左下から見上げたA300B2。降着装置を下ろして高揚力装置を展開している。

主翼には高揚力装置として前縁にスラット、後縁にフラップが設けられた。スラットは主翼のほぼ全幅にわたり配置され、エンジンパイロンの付け根で他機ではスラットが途切れる部分にも、パイロンを避ける切り欠きを入れることでスラットを通し揚力を稼いだ。フラップはタブ付きのダブルスロット型ファウラーフラップが採用され、後縁翼幅の84パーセントにわたる当時の大型民間機では例のない大きさとなった（フラップの詳細は形状・構造節参照）。主翼のエルロンは片翼あたり2枚で、外翼部に低速度エルロン、エンジン後方部に全速度エルロンが配置された。エルロンを2枚持つのは当時の大型ジェット旅客機としては一般的ではあったが、28度という浅い後退角の翼では珍しかった。また、ロール方向の操縦にはエルロンだけでなく、スポイラーも用いるよう設計された。
A300が設計された当時はまだグラスコックピットやフライ・バイ・ワイヤ技術が確立しておらず、コックピットや飛行システムは従来の機械式で計器類も機械電気式であるが、アビオニクスの技術進歩に対しても対応できるよう、機器類の搭載スペースや冷却能力には余裕をもたされた。特にブラウン管 (CRT) を利用したディスプレイの搭載や計器類の増設、そして電気信号を介して動翼を操縦するフライ・バイ・ワイヤの導入にも備えた設計がなされた。運航に必要な操縦士は機長、副操縦士、航空機関士の3人であり、エアバス・インダストリーが開発した旅客機で唯一の3人乗務機となった。
航続距離延長型となるA300B4では、中央翼（主翼が胴体内を貫通する部分）内にも燃料タンクを設けて燃料搭載量を増やした。また、最大離陸重量をA300B2の137トンから150トンに引き上げ、これによる離着陸性能の低下を補うため主翼前縁の翼根部にクルーガー・フラップ（高揚力装置の一種）が追加された。

### 生産と試験

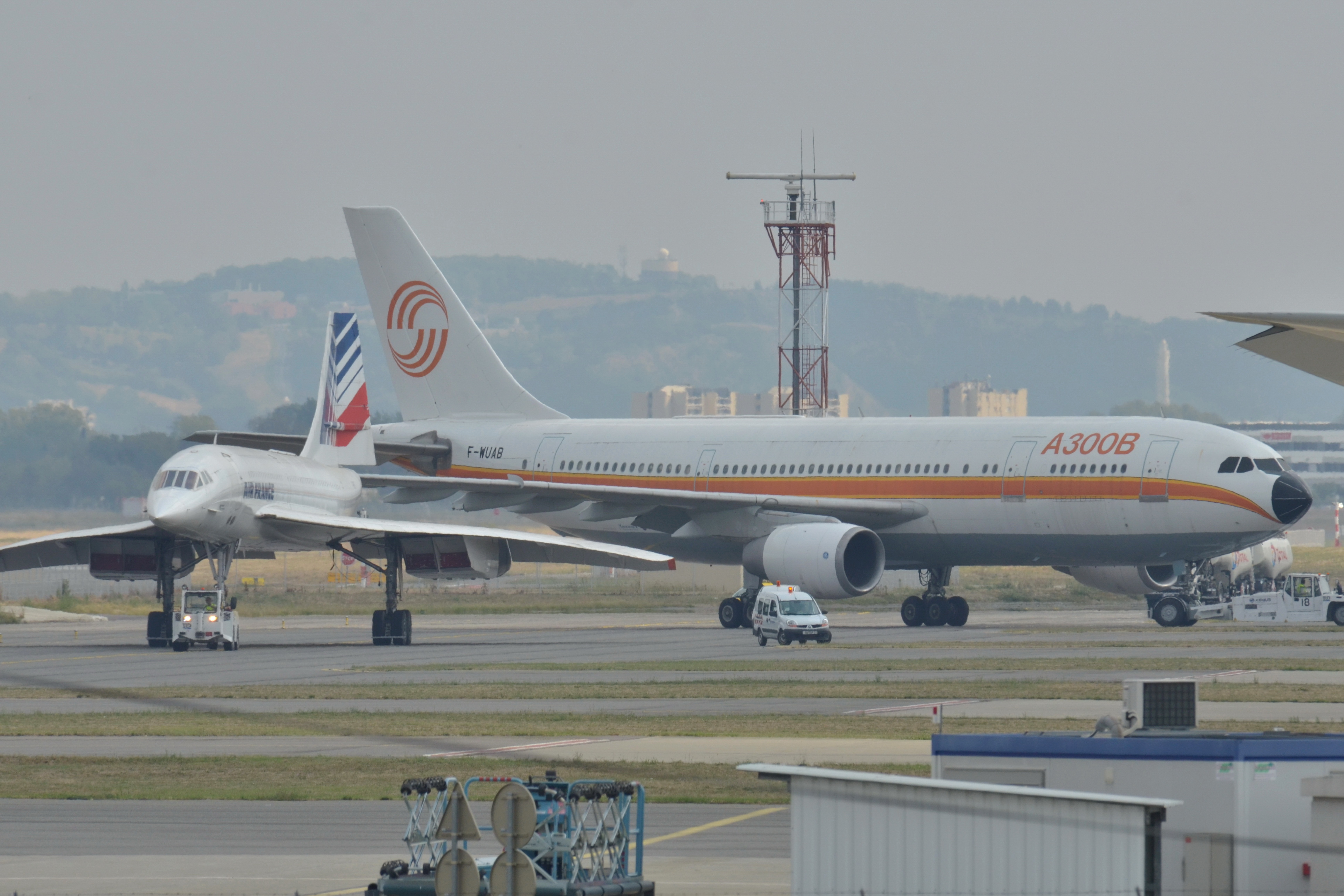
国際共同開発されたA300とコンコルド。最終組み立ては共にフランスのトゥールーズで行われた。

4機の試作機と2機の強度試験機の部品製作は1969年12月から開始された。各国のメーカーで製造されたコンポーネントは1971年にフランス・トゥールーズにあるアエロスパシアルの工場に集められた。コンポーネントを輸送するため、ボーイング377を大型貨物運搬用に改造した「スーパーグッピー」をエアロスペースラインズ社から購入し、1971年11月から運用を開始した。
総組立および総組立図面の管理はアエロスパシアルが担当し、各機体の生産進捗に合わせて総組立図面をアップデートする方式が採られた。機体の組み立てでは、現場合わせによる結合が各所で採用された。例えば主翼と胴体の結合では、まず胴体と主翼を工場の基準点に位置合わせし、次に油圧ジャッキなどで主翼及び胴体に実機同様の荷重をかけた上で現場合わせでボルト穴をあけて結合された。初期にはフランスで製造した胴体とドイツで製造した胴体が合致しないトラブルもあったとされるが、すぐに解決された。

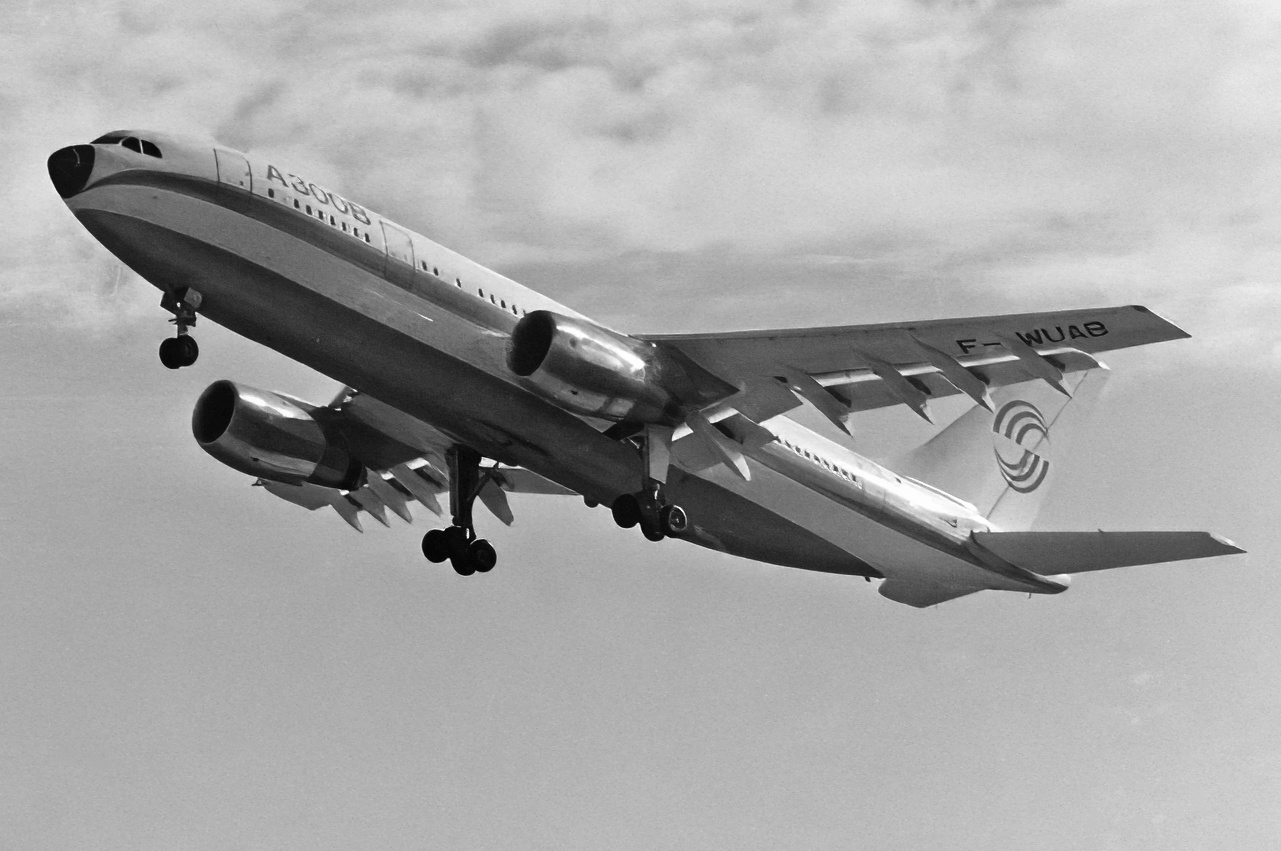
初飛行を行うエアバス A300

A300の1号機は原型機となるA300B1で、初飛行は1972年10月28日に行われた。通算3号機からA300B2仕様となり、1973年6月28日に初飛行した。試験飛行には1号機から4号機の4機が投入された（1、2号機がA300B1仕様で、3、4号機がA300B2仕様）。試験中に以下の改修が加えられたが、いずれも困難な問題ではなく飛行試験は順調に進んだ。
- 失速迎角での縦の安定性を改善するため、主翼前縁のスラットにフェンス（小板）を追加した。
- 高速飛行時に主翼表面の気流がはがれるのを防ぐため、スラットの密閉性を高めたほか、翼上面にヴォルテックスジェネレータ[注釈 8]を配置した。
- 主翼内側のエルロンを操作すると水平尾翼に想定以上の荷重がかかることが分かったため、内側エルロンの舵角を減らし、ロール方向の操縦に用いるスポイラーの枚数を増やしたほか、外側エルロンが動作する条件を拡大した。

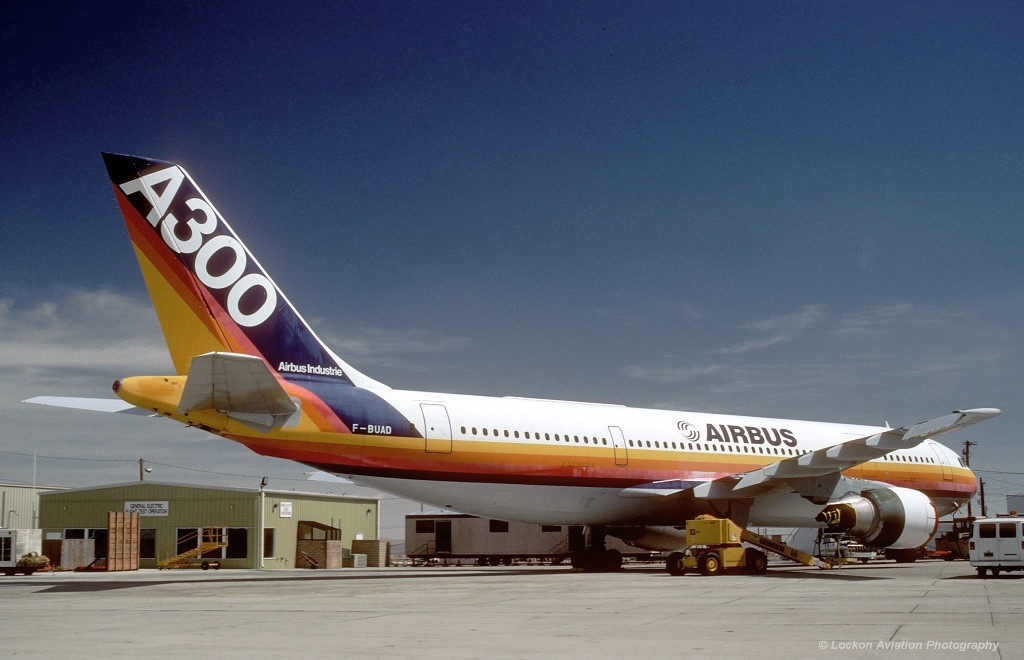
A300の通算3号機。エアバス・インダストリーはコーポレートカラーにレインボーカラーを採用した。
後に、東亜国内航空（後の日本エアシステム）のコーポレートカラーとしても採用された。

試験で確認された運用限界や性能は、控えめに設定されていた計画値を上回った。最大運用限界マッハ数は0.84から0.86に引き上げられたほか、所要滑走路長は4 - 6%短くて済み、最大揚力係数は8 - 10%高くなったのでフラップの最大角度が減らされた。
1974年3月15日、フランスおよびドイツの航空当局からA300B2の型式証明が交付され、同年5月30日には米国の連邦航空局からも型式証明が交付された。型式証明取得までの飛行時間は、延べ1,585時間で内訳は開発試験が610時間、証明試験が595時間、訓練や路線実証試験などが380時間であった。
通算5号機のA300B2が量産初号機となり、1974年4月15日に初飛行して同年5月10日にエールフランスに初引き渡しが行われた。以降の量産機はA300B2の仕様が基本型となった。

### 就航開始

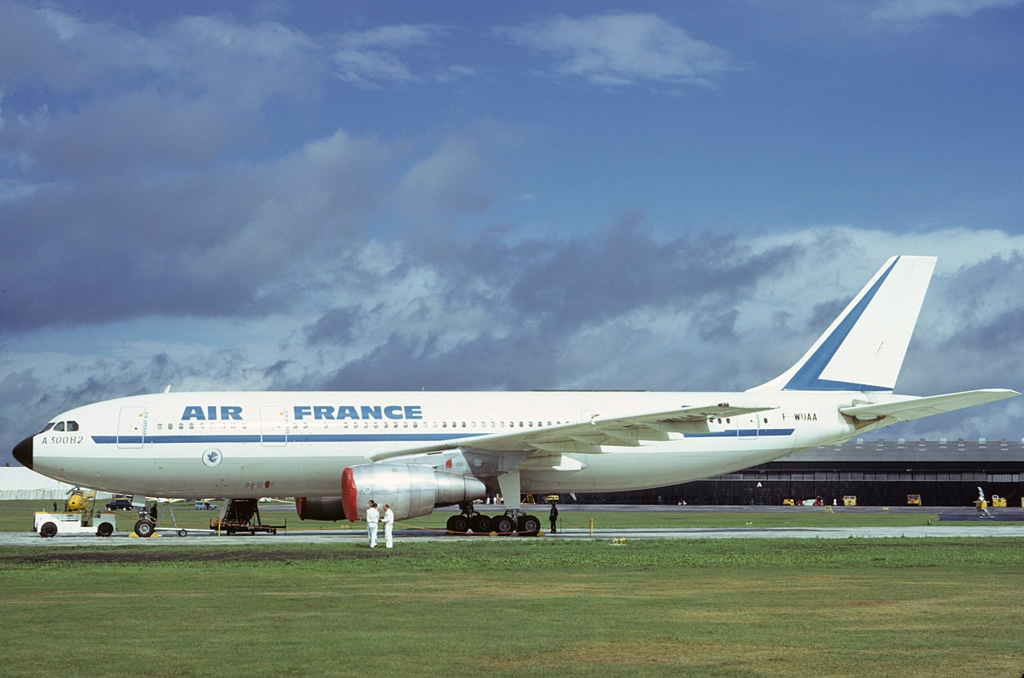
1974年のファーンボロー国際航空ショーで展示されるエールフランスのA300B2-1C

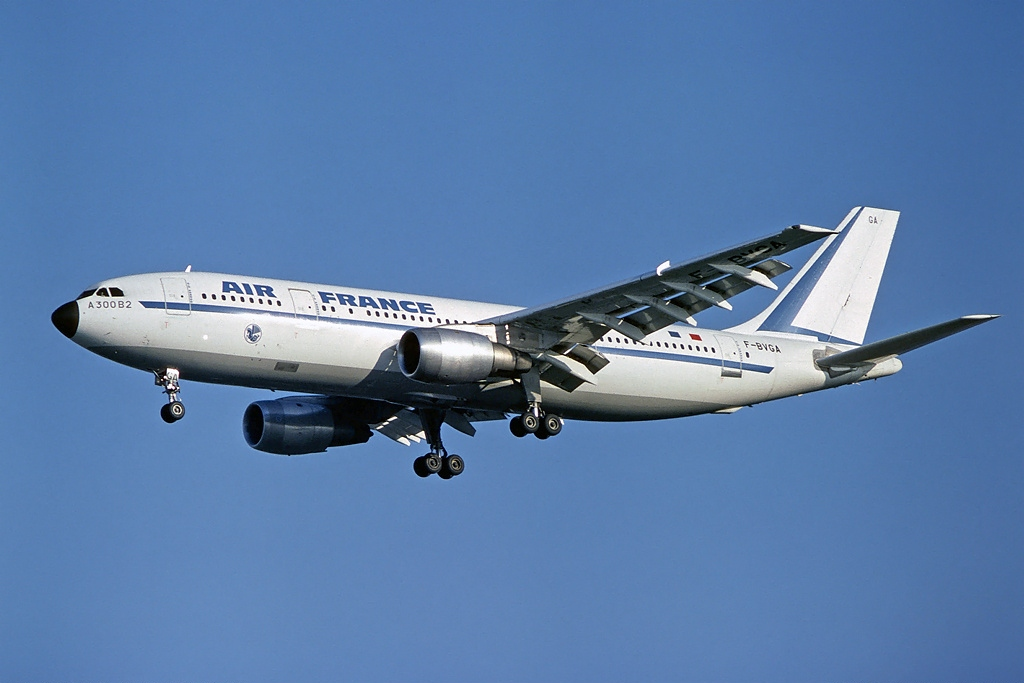
エールフランスはA300の最初の発注者であり最初の運航者となった。

1974年5月23日、エールフランスのパリ - ロンドン線でA300は初就航した。就航したA300は予想よりトラブルは少なく、乗客や乗員からも好評だった。主なトラブルと改修内容としては、気流の乱れに起因する方向舵の破損例が見つかり、気流を乱す隙間が塞がれて方向舵の構造も改良されたほか、フラップが正常に動作しない可能性が見つかり、フラップの作動機構が変更された。また、客室後部の横揺れが指摘されヨーダンパが改良された。その他、エアコンダクトや貨物積載装置の不具合対策、電波障害対策などが実施された。就航後3か月頃から定時出発率は約97%に安定してワイドボディ大型機としては良好であった。
初就航の時点で36号機までの生産が進められていたが、受注は思わしくなかった。1972年2月のイベリア航空によるA300B4の受注に加えて、同年末にはルフトハンザ航空からA300B2を確定3機、オプション4機受注していた。しかし、1972年8月に英国欧州航空はA300ではなくR-R製RB211エンジンを装備したL-1011を発注した。A300ほどの大型機を必要とする短距離路線は限られていたほか、欧州初の大型機に対する様子見の空気もあった。そして、本格化しつつあった不況と1973年の第1次石油危機の発生により、航空輸送需要が激減し、世界中の航空会社が新機種導入を控えるようになったことがA300の販売低迷に影響していた。
そのような中、1974年10月に大韓航空から6機のA300B4の受注に成功し、欧州以外の航空会社からの初めての注文となった。当時、航空会社はエアバス・インダストリーのサポート体制に不安を感じていたことから、この商談は、エアバス・インダストリーが欧州から遠い地域でも必要なサポートを提供できることを示す上でも重要だった。
航続距離延長型のA300B4の初号機（通算9号機）は、1974年12月26日に初飛行し、1975年3月26日に型式証明を取得した。ところが初飛行目前の1974年10月に、A300B4の最初の発注者だったイベリア航空が注文をキャンセルしてしまったため、1975年5月にフランクフルトを拠点とするチャーター便航空会社のジャーマンエアに初納入され、6月1日に初就航した。

### 改良と中距離型への発展
販路拡大のため、エアバス・インダストリーはA300の性能向上に努め、A300B2・B4ともにペイロードや燃料搭載量を増やせるよう最大離陸重量を引き上げたほか、A300B2では離陸性能向上型が開発された。

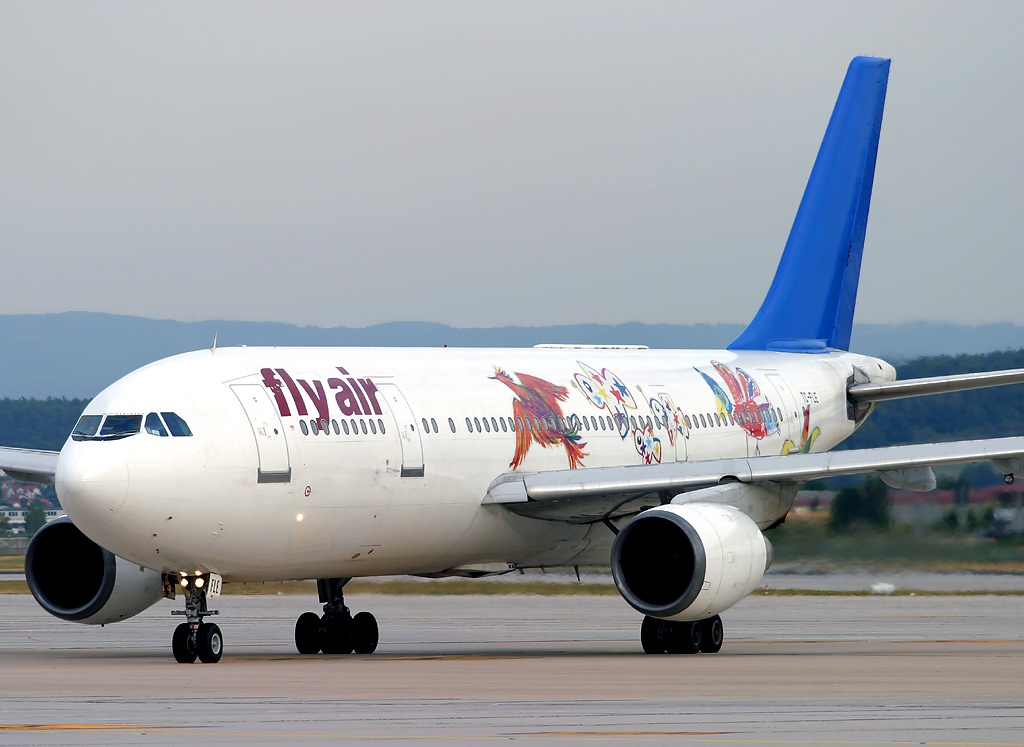
左前方から見たA300B2K。主翼の付け根にクルーガー・フラップを備える。A300のスラットにはエンジンパイロンを避ける切り欠きがある。

A300B2の最大離陸重量を142トンとしたタイプは1975年6月20日に型式証明を取得し、座席数269席での航続距離は1,400海里（約2,590キロメートル）から1,800海里（約3,330キロメートル）に向上した。また、A300B4で採用されたクルーガー・フラップをA300B2にも装備して高地や高温地域での離陸性能を向上させたタイプも開発された。このタイプはA300B2Kと名付けられ、南アフリカ航空から初受注した。A300B2Kの初号機は通算32号機で1976年7月30日に初飛行し、同年11月23日に納入された。
1976年6月10日にはA300B4の最大離陸重量を157.5トンに上げたタイプに型式証明が交付され、航続距離は2,600海里（4,820キロメートル）となった。さらに、A300B4では主翼と主脚（降着装置）の強度を向上し、ブレーキとタイヤの容量を増すことで最大離陸重量を165トンまで引き上げたタイプも開発された。このタイプでは貨物室に燃料タンクを増設でき、その場合の航続距離は3,000海里（5,560キロメートル）となった。165トン仕様は1978年1月にエールフランスから初受注し、1979年4月26日に型式証明を取得、同月末から引き渡しが始まった。
この間、1978年4月にエアバス・インダストリーはA300の型式名の整理を行い、クルーガー・フラップを持たないB2をB2-100、B2KをB2-200、最大離陸重量が165トン以上のB4をB4-200、それ以外の標準型B4をB4-100と呼ぶようになった。
その他にも設計改良が続けられ、着陸滑走距離の短縮や、燃料系統の工夫によるタンク有効容積の改善なども行われた。また、1975年にエールフランスのA300でオートパイロットが誤作動する事象があったため対策が打たれたほか、金属疲労対策として部品が変更されたり、トルコ航空DC-10パリ墜落事故を受けた急減圧への対策などが施された。
こうして、エアバス・インダストリーの努力によってA300は改良が重ねられ、欧州域内の短距離専用機から、5,000キロメートルを超える中距離路線にまで使える幅の広い旅客機に成長した。当時双発機の飛行が難しかった大洋横断航路は無理であったが、欧州と中東・アフリカ間路線や東南アジア路線といった海上路線でもA300が運航されるようになった。

### 米国市場への売り込みと販売好転
1976年11月時点でA300の運航会社にはエールフランス、ルフトハンザ航空、大韓航空、ジャーマンエアのほか、エア・インディアやフランスのエールアンテール、オランダのトランサヴィア航空なども加わっていたが、運航機数は27機であった。エアバス・インダストリーはA300の改良と販売活動に懸命に取り組んだが、受注は相変わらず伸び悩んだ。1977年初頭における確定受注は36機、オプションを含めても57機であった。深刻な不況が続いて世界の航空会社は大型機を持て余し、売りに出される747もあるほどだった。DC-10、L-1011そして747は石油危機の前にまとまった受注を獲得していたが、A300にはそれがなかった。
エアバス・インダストリーの主要メンバーであるアエロスパシアルは、当時手がけていたコンコルドやコルベットも売れず経営危機に陥った。A300は月産2機で生産されていたが、トゥールーズには行き場のない機体が滞留し、1977年には月産1機に減産することが決定し、さらに0.5機まで抑えることも検討された。必死の売り込みが続けられ、欧州の銀行団も破格の融資条件を提示し、米国のメーカーが手を引くような経営状況が悪い航空会社へも納入したため、叩き売りの噂も立つほどだった。
エアバス・インダストリーは、A300の事業成功の鍵は米国の航空会社からの受注にあると考え、積極的な販売活動を展開した。その成果は1977年に現れ、米国内線大手だったイースタン航空への売り込みに成功した。実は当時、不況の影響でイースタン航空も経営不振に陥っていて、主力のL-1011を持て余していた。同社はL-1011と同等の近代性を備えた小型の機材を求めており、A300にも興味はあったが、新機材購入に充てられる資金が無かった。そこで、エアバス・インダストリーは4機のA300B4を6か月間、無償でリースするという思い切った提案を行い、1977年8月にこの内容で契約が結ばれた。
同年12月13日、イースタン航空はA300の路線就航を開始した。イースタン航空のA300は、評価という目的もあり条件が厳しい路線に投入されたが、1日あたり平均8.4時間、定時出発率98.4%という優れた運航実績を示した。イースタン航空が特に気にしていたエアバス・インダストリーの製品サポートに問題は無く、乗客からの評判も上々であった。

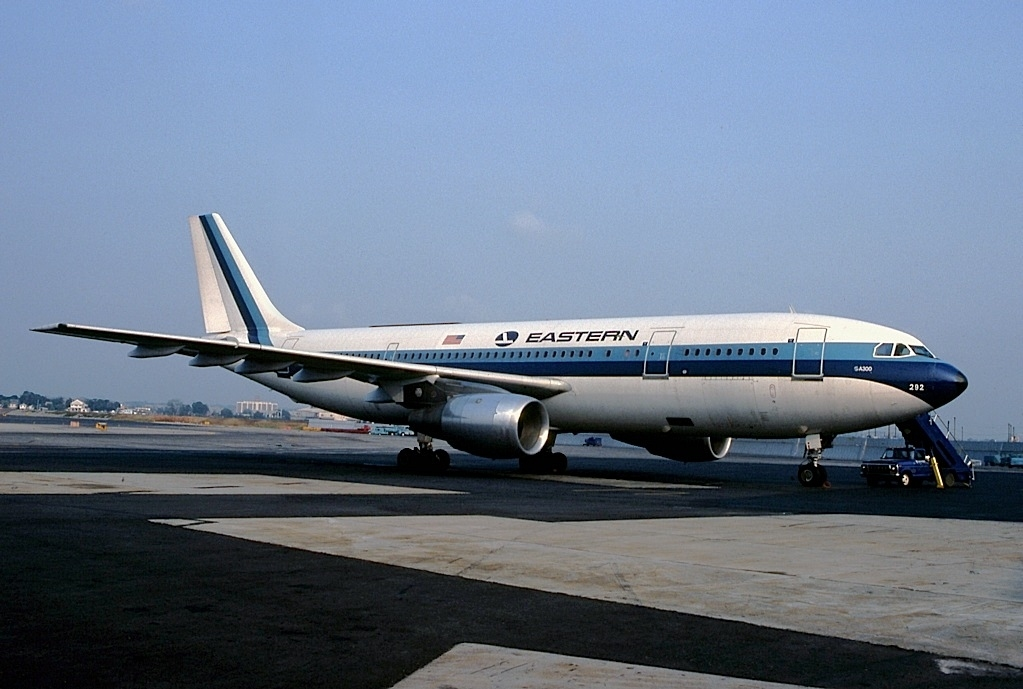
イースタン航空が運航したA300B2。ニューヨークのラガーディア空港にて。同社からの受注によりエアバス・インダストリーはアメリカ市場への進出に成功した。

ただ、ニューヨークのラガーディア空港への乗り入れが問題となった。空港を管理するニューヨーク港湾局が、空港の水上部分の強度上の理由によりA300の109トン以上での離陸を認めなかったのである。話し合いの結果、エアバス側が水上部分のコンクリート補強費用50万ドルを負担するとともに、A300の主脚の車輪間隔を広げる改造を18か月以内に行うことを条件に、138トンまでの離陸が認められ、これによりラガーディア - マイアミ間の直行便の運航が可能となった。
エアバス・インダストリーは本格的にA300の購入を検討し始めたイースタン航空に対し、購入額の大部分に好条件の融資を行った。さらに、イースタン航空が元々望んでいたのは170席程度の機材であったことから、より大型のA300で運航コストが嵩んだ分を1982年までエアバス・インダストリーが保証するという金融的措置まで行った。こうして1978年4月にイースタン航空からA300B4を確定23機、オプション9機を発注し、エアバス・インダストリーはA300の米国の航空会社への売り込みに成功した。

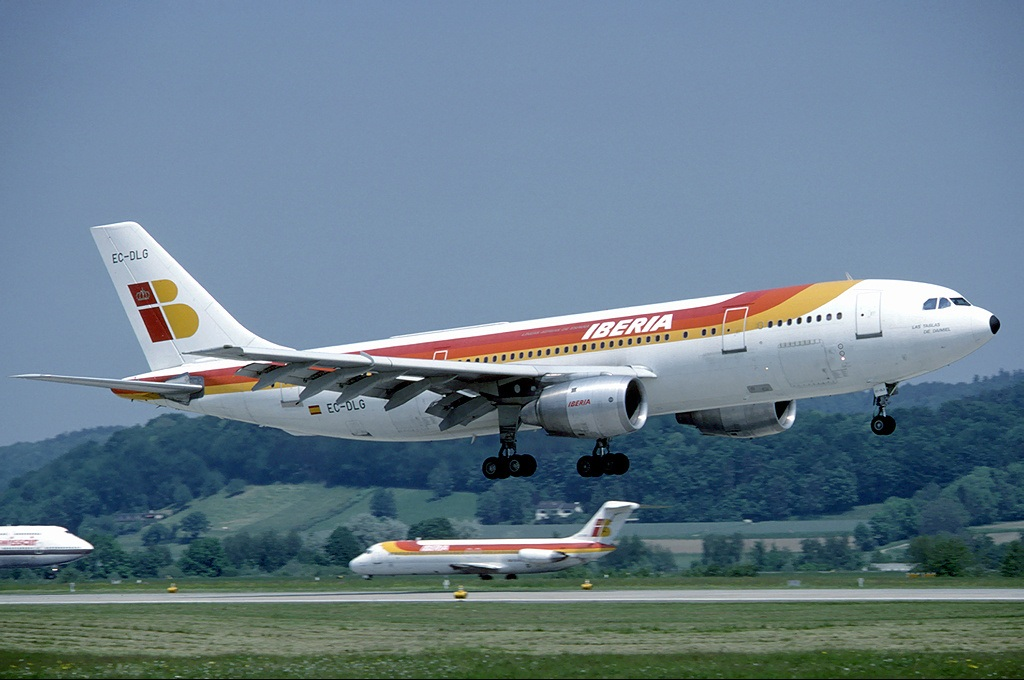
イベリア航空のA300B4。同社はA300B4の最初の発注者となったが一度キャンセルし、後に再発注した。

イースタン航空によるA300の運航は好調で、同社は「今までの機材中最高」と評価した。ちょうどこの頃から世界の航空業界も不況を切り抜け経営を立て直しつつあった。航空機需要が上向きになり、1977年後半からA300の販売は急に売れ出した。石油危機による燃料費の高騰が長期に渡ったことで、双発で大人数を乗せられるA300の経済性が認められることとなった。スカンジナビア航空やアリタリア航空に加え、タイ国際航空やガルーダ・インドネシア航空、そして日本の東亜国内航空といった欧州以外の航空会社からも新規受注を獲得した。エールフランスやルフトハンザ航空の追加発注やイベリア航空からの再発注も加わり、確定受注数は1977年が20機、1978年が70機、1979年も前半だけで50機に達し、エアバス関係者も予想していなかった売れ行きとなった。一転してA300の増産が決まり、1979年には月産2.5機、1980年の通算118号機完成後からは月産3機となった。
この販売好調には、エアバス機を導入する航空会社に対する好条件の融資も一役買っていた。エアバス加盟国の政府保証のもと欧州の銀行団が、必要資金の90%近くまで年率8%台固定で貸し出し、10年またはそれ以上の延べ払いも可能とするなど、米国輸出入銀行が自国製旅客機に設定する条件を上回っていた。
これまで生産されたA300は、GE製のCF6シリーズエンジンを装備していたが、スカンジナビア航空の発注機はP&W製のJT9Dエンジンを装備する最初の機体となった。このタイプは1979年4月28日に初飛行を行い、1980年1月4日に型式証明を取得、1980年1月17日に初引き渡しが行われた。
この頃、A300B4をベースとした貨客転換型A300C4も開発された。A300C4では、メインデッキ（客席部分）に貨物を搭載できるよう左舷前方に幅3.58メートル、高さ2.57メートルの貨物扉を設置し、床面強化などが行われた。ドイツのハパックロイドが最初の発注者となり、A300B4-200として完成していた83号機がA300C4に改造された。A300C4は1979年12月18日に型式証明を取得し、その月に初引き渡しが行われた。

### A310の開発とイギリスの加盟
A300の販売が好転すると、エアバス・インダストリーは次期製品の検討を本格化した。これまで行っていた市場調査の結果から座席数200席強の旅客機需要が高まると予測され、同社はA300の胴体を短縮した派生型の開発を決断した。この派生型はA310と名付けられ1978年7月7日に正式開発が決定され、同月13日にフランス・ドイツ両政府からの事業認可を得た。
A300の販売好転とA310の開発決定という将来性が見えてくると、これまで様子見をしていたイギリス政府が方針を変えた。イギリスは、1977年4月29日にホーカー・シドレーを含む航空機メーカー4社を統合し、国有企業としてブリティッシュ・エアロスペース（以下、BAe）を設立させた。そして1978年11月、イギリス政府のエアバス計画への加盟が決定した。エアバスの苦しい時期を支えてきたフランス政府は、このイギリス政府の態度に反発したが、同じくエアバスを支えてきたドイツ政府は米国へ対抗するためにはイギリスの力を無視できないと考え、最終的にイギリス政府の参加が実現した。

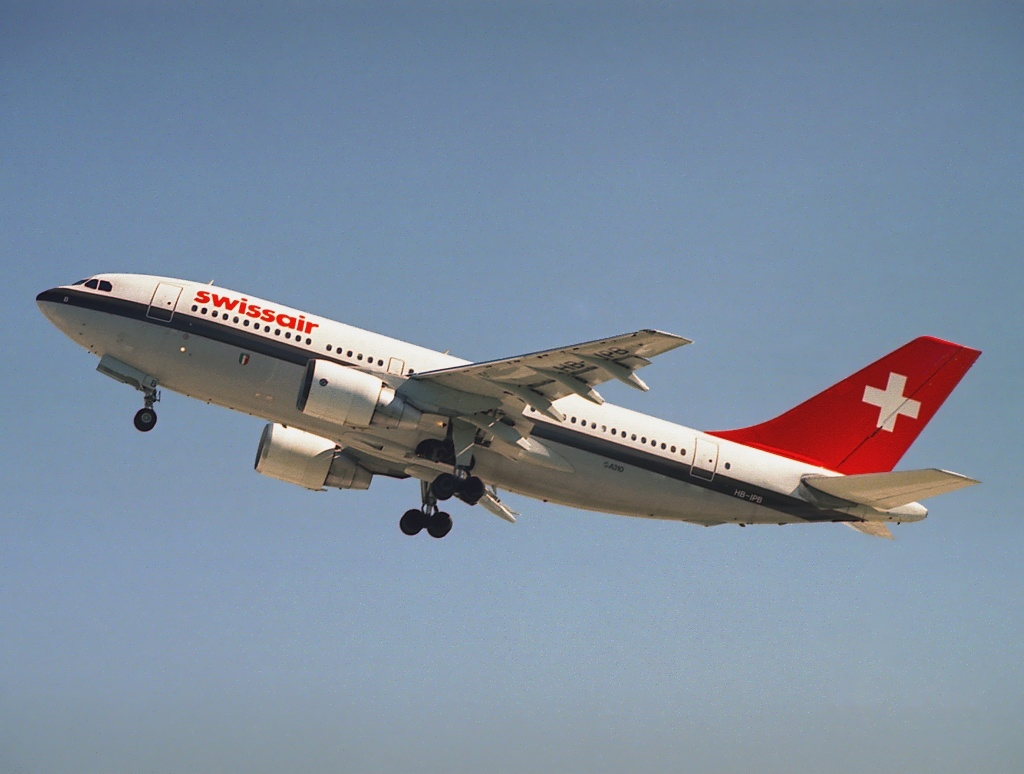
スイス航空のA310-200。同社はルフトハンザ航空と共にA310の最初の発注者となった。

A310の胴体は、A300の胴体から平行部分で11フレーム短縮された。また、このままでは機体重心から尾翼までの距離が長くなってしまうので、圧力隔壁の後方にあたる尾部も2フレーム短縮されて尾部の絞り込みがA300より急角度になった。これにより、A310の全長はA300B2より6.96メートル短縮された。初期のA310構想では主翼やシステム類はA300のものを流用して開発費を抑える考えだったが、ボーイングが全くの新規開発で双発ワイドボディ機「7X7」（のちの767）を研究していたことから、それに対抗するためエアバス・インダストリーはA310にできるだけ新技術を盛り込むことにした。短縮した全長に合わせて主翼は新規に設計された。当時、デジタル通信・制御技術が急速に進歩していたことと、航空会社が直接運航費の抑制を求めていたことから、アナログ式だったA300の機体システムは全面的にデジタル式へ設計変更され、自動化技術やフライ・バイ・ワイヤ技術も導入され、いわゆるグラスコックピット化された。これらにより、A310は標準仕様で操縦士2人で運航可能なワイドボディ機となった。A310では水平尾翼と降着装置も新設計となったほか、炭素繊維強化プラスチック (CFRP) などの複合材料の使用範囲も拡大された。
A310はA300と同じ組み立てラインで生産され、製造番号もA300と共通の通し番号が採番された。通算162号機がA310の初号機となり、1982年4月3日に初飛行した。A310は1983年3月11日に型式証明を取得し、1983年4月10日にルフトハンザ航空により初就航した。

### A300-600の開発

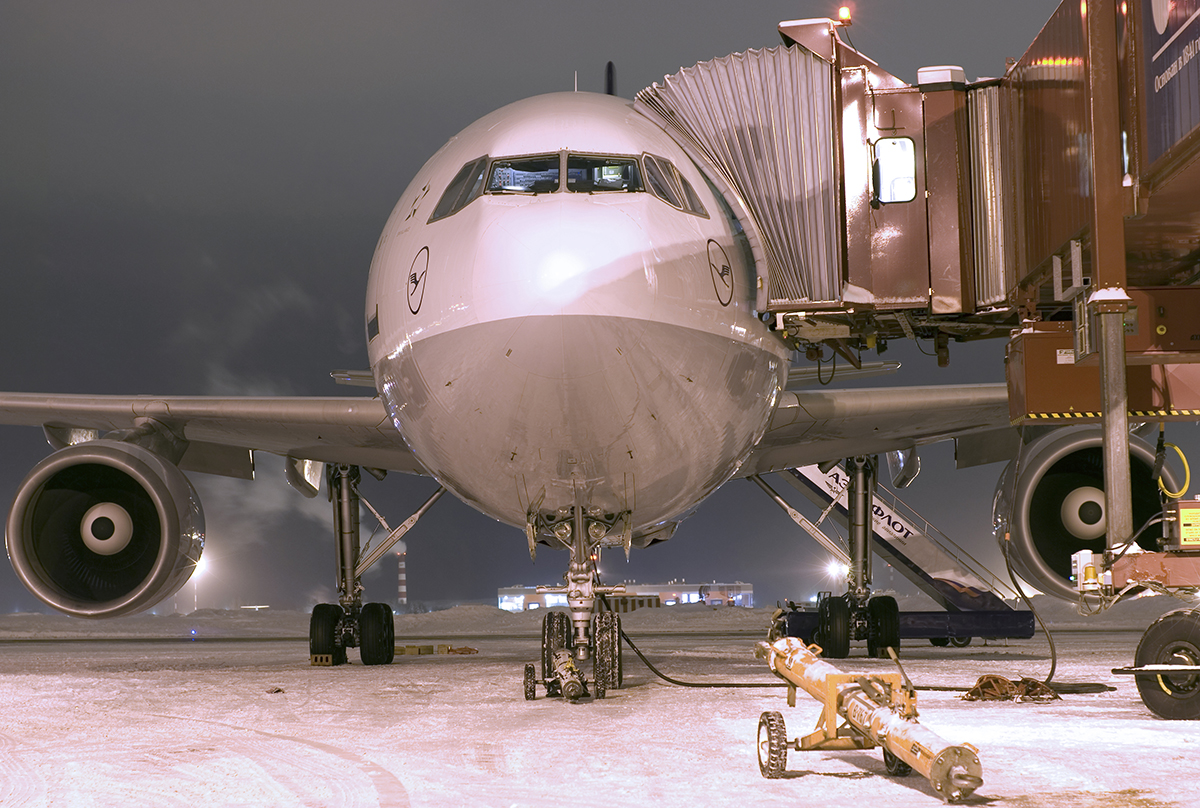
駐機中のA300-600を正面から見る。左舷前方の乗降用ドアにボーディング・ブリッジが接続されている。A300-600はA300第1世代と同じ胴体断面を用いた。

エアバス・インダストリーはA310だけでなく、A300への新技術投入も早くから考えていた。新しいA300では、A310との競合を避けるため座席数を少し増やしつつ、A310と同じ2人乗務のコックピットを導入してA300とA310の運航の共通性を高めることになった。この次世代型A300の機体構造はA300B4をベースに開発され、正式な型式名はA300B4-600と名付けられたが、一般的にA300-600と呼ばれるようになった。本項では以下、A300-600より前に開発されたA300シリーズをA300第1世代、A300-600およびその派生型をA300-600シリーズと呼ぶ。

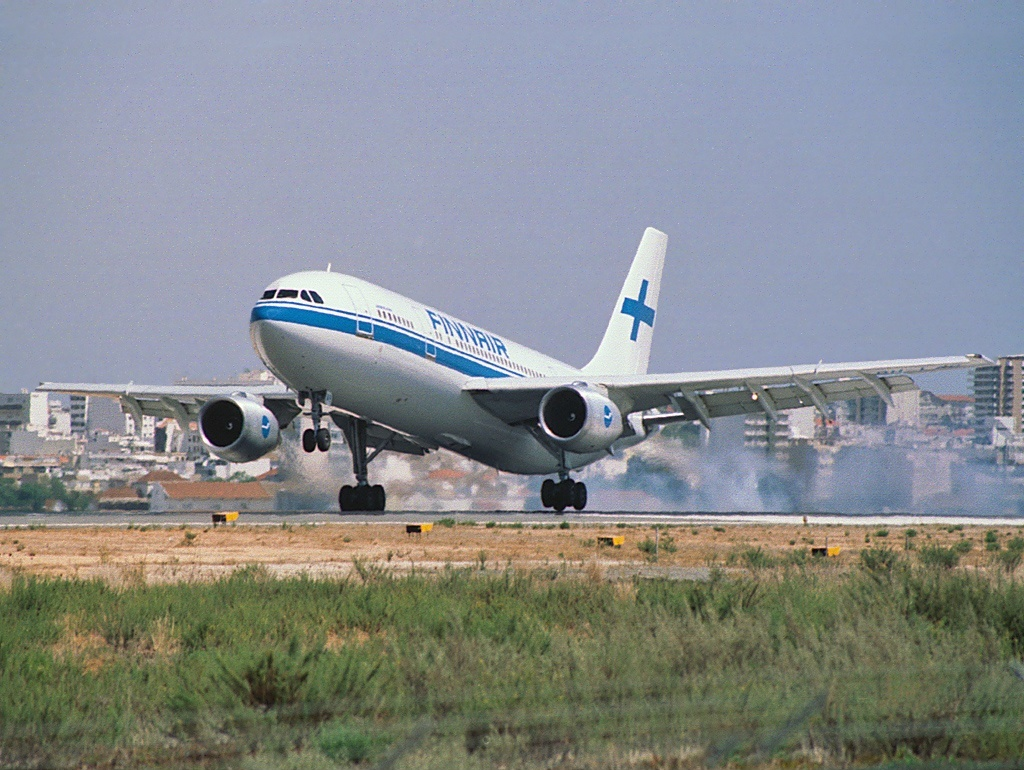
フィンエアーのA300B4。操縦士2人での運航も可能になったFFCC仕様機である。

2人乗務のコックピットは、A300第1世代の頃から研究されていた。A300第1世代の通常仕様では、航空機関士が操作する機器類は主にコックピット内の右舷側にあるが、エンジン始動後は航空機関士が前方向きに座って飛行できるよう操作パネルが配置されていた。エアバス・インダストリーは、この考えを一段と進めて航空機関士を必要とせず操縦士2名だけでの運航も可能なFFCC（Forward Facing Crew Cockpit の略）と呼ばれるコックピットを開発した。A300のFFCC仕様機は1981年10月6日に初飛行し、ワイドボディ機として世界初となる操縦士2名だけでの飛行を3時間40分実施した。FFCC仕様機の試験は順調に進み、1982年にガルーダ・インドネシア航空に対して初引き渡しが行われた。また、1980年代前半にA300の垂直安定板の前縁や主脚扉などをCFRP製とした試作品の開発や実証試験も行われていた。
これらの取り組みやA310で蓄積された技術がA300-600に反映された。A300-600の開発では、A300第1世代より航続力と搭載力を強化すること、そして、可能な限りA310との共通性を持たせて開発・生産コストや航空会社の運用コストを抑えることを目指して以下の点などが変更された。
- A300B4の後部胴体を平行部分を3フレーム（1.59メートル）延長する一方で、2フレーム短縮されたA310の尾部を流用し、座席を1列 - 2列分（8 - 16席）増やしつつ胴体延長による重心・尾翼間距離の変化を抑えた[102][103]。
- 主翼も改良が加えられ、動翼が簡素化されたほか、翼型や空力学的特性がA310の新型主翼に近づけられた[104][60]。失速特性も改善され主翼のスラットのフェンスが不要になり除去された[104]。
- 水平尾翼はA310と同じ小型のものに変更された[60]。
- フライ・バイ・ワイヤ等の採用でコックピットはA310とほぼ共通化され、2人乗務での運航が標準となったほか、操縦士の操縦資格もA310とA300-600とで共通化された[101]。
- 上記の主翼の改良や小型水平尾翼の採用、フライ・バイ・ワイヤの導入に加え、複合材料の使用拡大、小型軽量の補助動力装置の採用、カーボンブレーキの採用、客室装備等の軽量化により全体で2トンの軽量化を実現した[104]。
- エンジンはGE製CF6シリーズとP&W製のJT9Dシリーズであるが、燃料消費率や推力が向上した改良型に変更された[95][93]。
- 生産の途中からは、翼端渦を抑えて揚抗比を向上させるため、主翼の翼端にウイングチップ・フェンスと名付けられた矢尻状の板が追加された[101][93]。

A300-600を最初に発注したのはサウジアラビア航空（現・サウディア）で、その内容はJT9Dエンジン装備仕様を11機であった。これにより1980年12月6日にA300-600の開発が正式決定された。A300・A310通算252号機がA300-600の初号機となり1983年7月9日に初飛行した。型式証明のための飛行試験には3機が用いられ、飛行回数はのべ232回、飛行時間は計506時間の試験が行われた。1984年3月9日に型式証明が交付され、同月25日にサウジアラビア航空に対して初納入されて翌月に初就航した。1985年までにサウジアラビア航空に加えてクウェート航空、タイ国際航空でもA300-600の就航が始まった。

### 第1世代の生産終了と次世代型の発展
A300第1世代は1980年から82年にかけて引き渡し数のピークを迎えたが、A300-600の登場により役割を終え、1985年1月2日に初飛行した通算304号機を最後に生産を終了した。304号機はシンガポール航空の発注により製造されていたが、発注が変更されたことでアメリカン航空に納入された。A300第1世代の生産数は250機で1号機を除く249機が顧客に納入された。

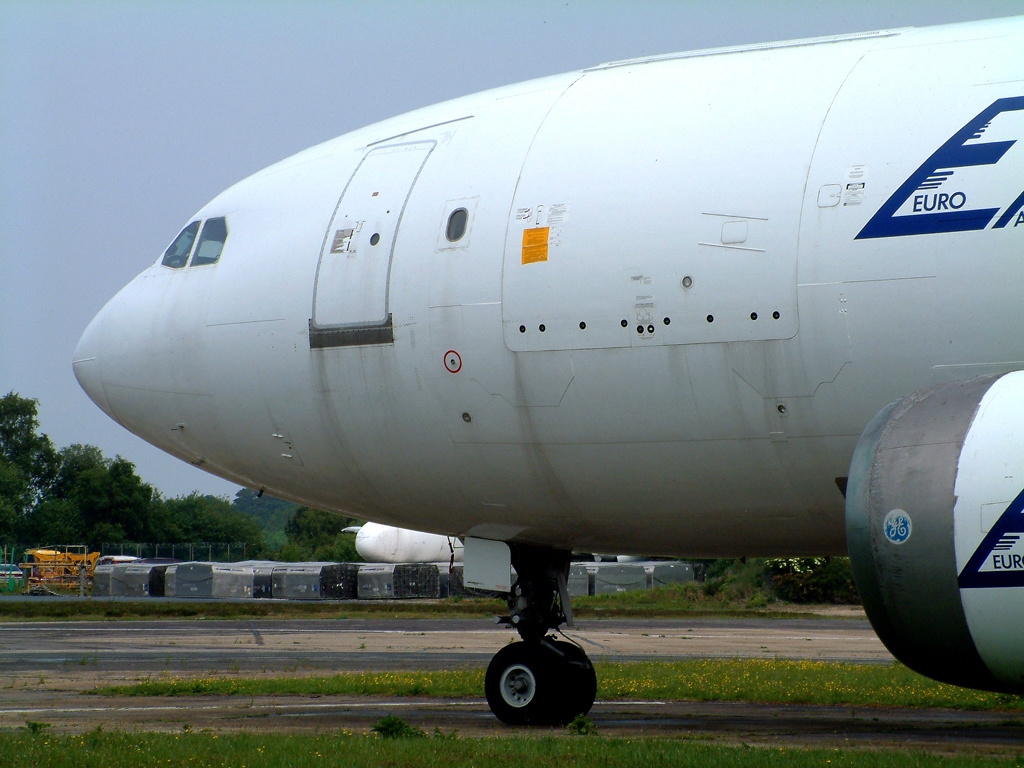
A300の貨物型改造機の前方部。前方乗降用ドアの後ろにメインデッキの貨物扉がある。

エアバス・インダストリーでは早くからA300の貨物専用型となるA300F4も提案していた。新造機での発注はなかったが、旅客型からの改造の受注があった。通算277号機がA300F4への改造初号機となって1986年6月6日に型式証明を取得し、大韓航空に引き渡された。
A310とA300-600シリーズでもそれぞれ航続力を強化した派生型としてA310-300とA300-600Rが開発された。A310-300、A300-600Rでは水平尾翼にも燃料タンクを設けて燃料搭載量を増やすとともに、尾翼と主翼の燃料タンク間で燃料を移送して機体の重心位置を制御するシステムが搭載された。このシステムによって機体の姿勢を一定に保つのに必要なトリム抵抗を最小限に抑えられ、運航経済性の向上が図られた。A300-600Rの初号機は通算420号機で1987年12月9日に初飛行し、1988年3月10日に型式証明を取得して同年4月20日にアメリカン航空へ初引き渡しが行われた。その他、A300-600シリーズでも貨客転換型のA300-600Cと純貨物型のA300-600Fが開発された。

### その後の展開

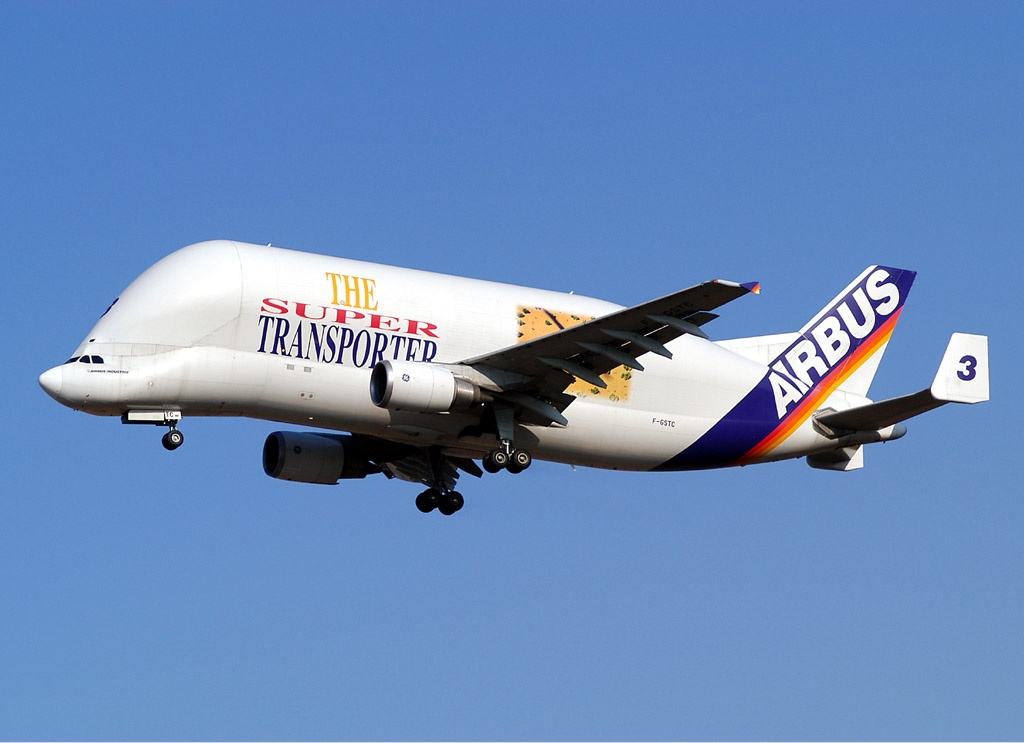
A300-600ST「ベルーガ」。

エアバス・インダストリーは、A310とA300-600に続く製品開発も進め、同社初の単通路機（ナローボディ機）であるA320を開発した。A320での飛行制御システムはA300-600から一段と進化し、完全なグラスコックピットとなり操縦装置も従来の操縦桿に替えてサイドスティックが採用された。旅客機へのサイドスティックの導入はこれが初めてであり、A300の3号機を試験機に充てて新しいコックピットとシステムを組み込んで入念な試験飛行が行われた。A320は1987年2月に初飛行して1988年2月に型式証明を取得し、1988年3月に航空会社への引き渡しが始まった。

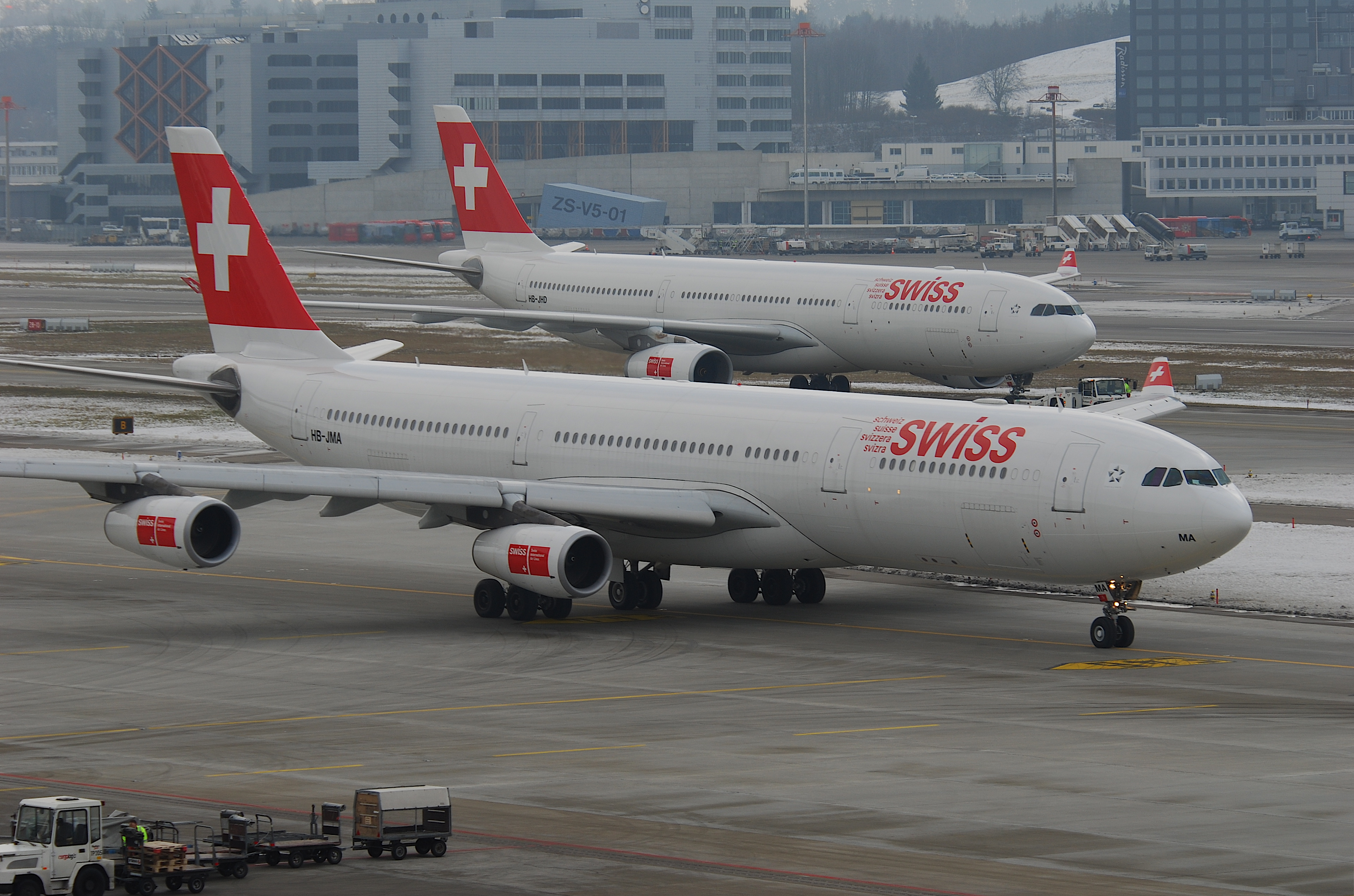
併走するスイス インターナショナル エアラインズのA340-300（手前）とA330-300（奥）。両機種でもA300由来の胴体断面設計を用いられた。

さらにワイドボディ機の分野でも、エアバス・インダストリーはA300より大型で長航続距離の旅客機市場へ進出を図り、大型双発機のA330と4発機のA340を同時並行的に開発した。A340は1993年2月、A330は1994年1月にそれぞれ路線就航を開始した。A330とA340の胴体断面はA300と同じものが用いられたが、主翼は新設計となったほか、A320と共通性の高いコックピットやシステムが導入された。A320以降の操縦システムの共通化により、相互乗員資格（Cross Crew Qualification, 以下CCQ）制度が認められ、対象機種の操縦資格を持つ操縦士は、短期間の転換訓練で別機種の操縦資格を取得できるようになった。
エアバス・インダストリーは、A320以降の機種でも参加各国でパーツやコンポーネントの生産を分担する体制を続けていた。これまで、参加各国で生産されたコンポーネントの輸送には「スーパーグッピー」輸送機が用いてきたが、同機が旧式化したことに加え、エアバス・インダストリーの事業が急成長したことで、これに対応するために新しい輸送機が必要になった。そこで、1991年8月、エアバス・インダストリーはA300-600Rをベースとした新型輸送機A300-600ST「ベルーガ」を開発することを正式決定した。A300-600STは、主翼やエンジンなどをA300-600Rと同じくし、大型貨物を収容できるよう胴体上半分が極めて太いものとなった。A300-600STは1994年9月13日に初飛行し、1995年10月25日に引き渡しが始まった。A300-600STは2001年までの間に5機生産され、全機がエアバス子会社の「エアバス・トランスポート・インターナショナル」（Airbus Transport International）で運航され、これによりエアバス機の生産に従事していたスーパーグッピーは全機退役した。
1980年代前半まで民間航空機市場におけるエアバス・インダストリーのシェアは、納入機数で20パーセントに届くか届かないかだったが、1999年に初めて受注機数でエアバス・インダストリーがボーイングを上回った。エアバス・インダストリーは参加国政府の様々な後押しを受けて急成長したが、決算報告書も存在しない企業連合 (GIE) という形態が問題視されるようになり、構成各社や政府内からも財務情報の公表も含めた組織の健全化が求められるようになった。そこで会社形態を単純型株式資本会社 (SAS) に転換することになり、2001年に新会社へ移行して社名も「エアバス」(Airbus S.A.S.)に変わった。
A300-600登場後の引き渡し数は、1980年代末から1990年代前半まではおおむね毎年20機超であったが、A340・A330の納入が始まり1990年代半ばになると売れ行きが鈍り、毎年10機程度の生産となった。CCQの対象外であったA300とA310は、A320から始まったエアバス機のファミリー化の流れから取り残される形になった。1990年代後半にはエアバス関係者は、A300が担っていた市場は、A330の短胴型であるA330-200（座席数およそ250席）が代替するようになったとの見方を示している。また、この関係者は中距離ワイドボディ機市場には、航続力や運用の柔軟性でA300/A310よりも勝るボーイング767の存在することを認めている。2006年3月8日、エアバスはA300とA310の生産を2007年7月で終了すると発表し、以降は受注済み機体の生産を終え次第、製造ラインを閉じることとなった。A300-600の最終生産機は製造番号878号機のA300-600Rの貨物型であり、2007年4月18日に初飛行し、同年7月17日にフェデックスに引き渡された。
A300はA310と合わせて822機生産され、そのうちA300第1世代が250機、A300-600シリーズは317機であった。顧客への引き渡し総数は561機であり、内訳は第1世代が249機、A300-600シリーズが312機であった。また、A300-600STは、全5機がエアバス関連企業のエアバス・トランスポート・インターナショナルで運航されている。

## 機体の特徴
本節では、基本的にA300第1世代の特徴について説明する。A300-600およびその派生型については「エアバスA300-600」を参照。

### 形状・構造

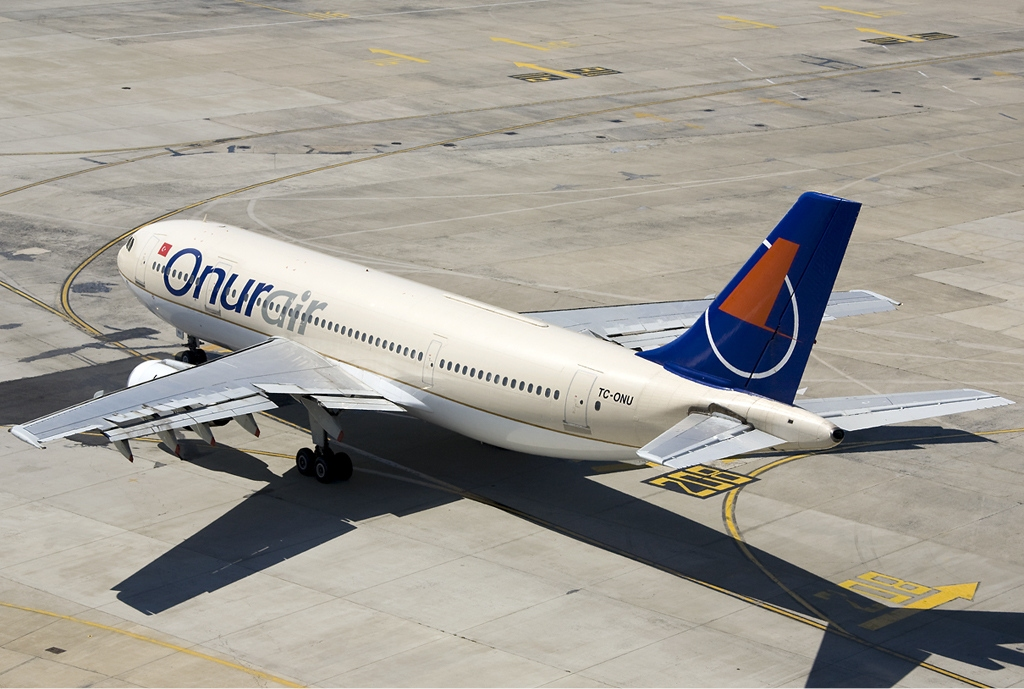
左後方やや上から見下ろしたA300B4。

A300の最大の特徴として、250席から300席級というサイズの旅客機を双発機として実現したことがあげられる。A300は、客室内に2本の通路をもつワイドボディ機である。片持ち式の主翼を低翼に配置した単葉機であり、左右の主翼下に1発ずつターボファンエンジンを備える。尾翼も低翼配置で垂直・水平尾翼ともに胴体尾部に直接取り付けられている。降着装置は前輪式配置で機首部に前脚、左右の主翼の付け根に主脚がある。A300第1世代の機体全長は53.62メートル、全幅は44.84メートル、全高は16.53メートルである。

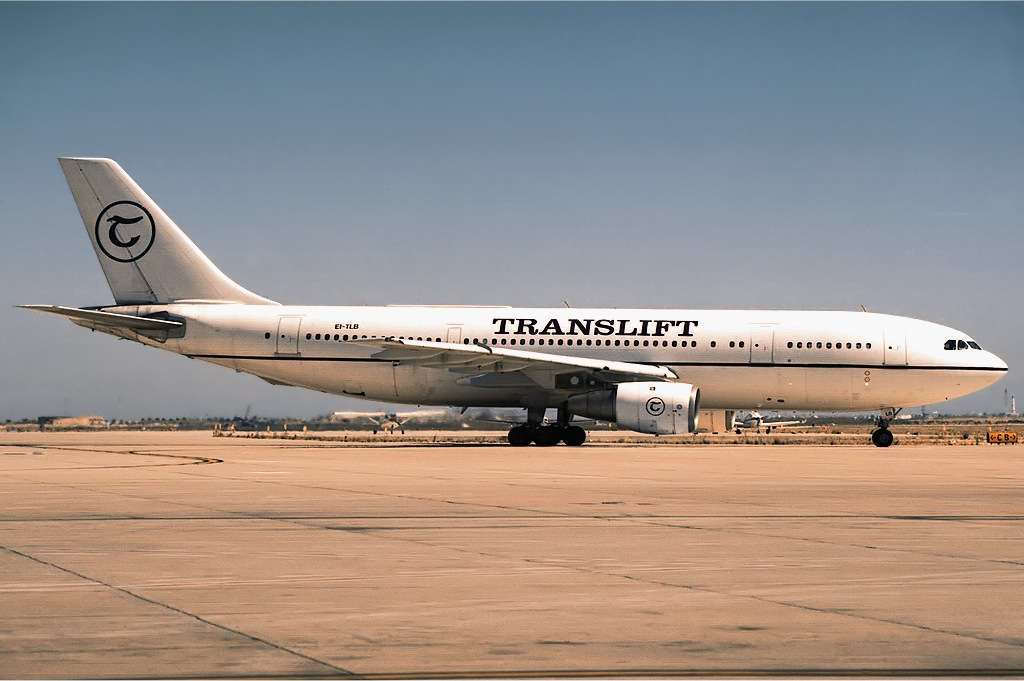
A300B4の右側面。尾部に向けて絞り込まれている胴体後部では客室床も後ろ上がりに傾斜しており、それに合わせて客室窓も少しずつ上がっている。

A300の胴体は真円形断面で外径が5.64メートル、胴体長はA300B2/B4で52.03メートルである。A300の胴体外径は巡航時の抵抗を抑えるため、同時期に開発されたワイドボディ機のDC-10（6.03メートル）やL-1011（5.97メートル）よりも細い。胴体構造は円形断面のフレーム（円框）と前後方向に延びる縦通材、そして外板の組み合わせで強度を保つセミモノコック構造である。フレームは21インチ（53センチメートル）間隔で配置され、1座席列に最低1か所の窓が確保できるようになっている。A300は胴体尾部がかなり細長くなっているのが特徴で、離着陸時に引き起こし角を十分にとれるよう尾部下面を大きく跳ね上げた形状となっている。これにより客室後部の床は、後方に向かって僅かに上り勾配がつけられている。尾部を長くしたことで尾翼面積が小さく済み、巡航時のトリム抵抗低減などの利点があるとされたが、発展型のA300-600では胴体の平行な部分を延ばして尾部構造は短縮されている。
主翼はテーパーのついた後退翼である。主翼は胴体と一体となった中央翼と左右の片持ち翼で構成される。片持ち翼は、翼幅方向に延びる桁を複数配置し、前後の桁と上下の外板とで箱型を作り応力を分担する箱型応力外皮構造である。A300の片持ち翼は、エンジンパイロンのやや外側を境に外翼と内翼に分けられ、外翼は2本桁構造、内翼は3本桁構造となっている。A300の主翼外板は外翼部と内翼部で分割して継ぎ手で繋ぐ方式を採用し、複雑な曲面の製造を避けている。フェイルセーフ性を確保するため747、DC-10、L-1011といった他のワイドボディ機では翼幅方向には継ぎ目を設けていないが、主翼の製造を担当したホーカー・シドレーは当時、翼幅にわたる一枚式の外板を製造できる設備をもっていなかったため、製造方法をシンプルにできる構造が採用された。
主翼平面形の主なパラメータを見ると、全幅が44.84メートル、主翼面積が260平方メートルでアスペクト比は7.7である。25パーセント翼弦における後退角が28度と比較的浅い一方、翼厚比は10.5パーセントとやや厚めである。浅い後退角は低速時の操縦性を向上しやすいほか、翼根部の曲げモーメントの低減にも繋がり、厚い翼厚比と合わせて構造強度上有利であり構造重量の低減が図られている。

翼型（翼断面）の模式図。上が従来の翼型で、下がリア・ローディング翼型の特徴を持つ遷音速翼型である。図中のAは超音速領域、Bは衝撃波、Cは境界層剥離を表す。

主翼の翼型には開発当時の最新技術である「リア・ローディング翼型」が採用されている。この翼型の翼断面は前縁が大きな丸みを帯び、上面は比較的平らで下面は後縁がえぐられたような形状である。高亜音速や遷音速で飛行すると、機体の飛行速度がマッハ1以下でも翼面上を流れる空気は局所的に音速を超えることがある。音速を超えた気流は大きな負の圧力を示し、翼を引きつけるよう作用する。しかし、この気流は翼面上の後方に向かって最終的に飛行速度まで減速するため、音速以下に戻るところで衝撃波が発生して抵抗の急増や飛行性の急変を起こす。巡航状態におけるリア・ローディング翼型の圧力分布は、翼上面の前縁付近に負圧が最大になる地点（すなわち流速が最大になる地点）があるがそのピークは従来のピーキー翼型と比べて低く、翼表面の流速が音速を超えても抵抗が急増しない。続く上面の圧力分布は翼弦長の中程までほぼ一定で、そこから後縁に向けて穏やかに低下する。一方翼下面では、一旦負圧が上昇するが後半部のえぐりにより流れが減速されて上面との圧力差が確保されるため、翼弦上の後方で多くの揚力を得ることができる。この翼型の特性は、1960年代にアメリカ航空宇宙局 (NASA) が開発したスーパークリティカル翼型と基本的に同じであるが、翼の設計を行ったホーカー・シドレー社は、NASAとは独立にリア・ローディング翼型の開発に至ったとしてスーパークリティカル翼型の一種とは認めていない。リア・ローディング翼型は衝撃波の発生を遅らせ揚力係数を増加できることから、後退角と翼厚比を同じくした場合に従来の翼型よりも高速で飛行できる。しかし、欧州域内を結ぶ短中距離機として開発されたA300では高い巡航速度は不要とされ、前述の通り後退角を減らし翼厚比を大きくする設計がなされた。主翼の空力設計が優れていたことが、A300が成功した要素の一つとも言われる。
中央翼が貫通する胴体部分は、胴体のモノコック構造をそのまま通しているが与圧はされていないため、中央翼の上面に与圧を受けられるよう5本のトラス・ビームを通している。A300の主翼は低翼配置であるが、客室床の位置が比較的高いことから中翼に近い形で取り付けられている。これにより胴体の円筒内に主脚やエアコン装置を収納するスペースが確保できたため、胴体下側に翼と胴体の表面を滑らかに繋ぐフィレット（翼胴フェアリング）が張り出していない。
主翼には動翼として、高揚力装置、エルロン、スポイラーを備える。
高揚力装置には前縁に基本的にスラット、後縁にファウラーフラップを備える。スラットは主翼のほぼ全幅にわたり配置され片翼あたり3分割されている。他機ではスラットが途切れるエンジンパイロン部分についても、A300ではパイロンを避ける切り欠きを入れてスラットを通すことで揚力を稼いでいる。A300B1およびA300B2-100以外では離着陸性能を向上させるため前縁の翼根部にクルーガー・フラップが追加されている。スラットの展開角度は、着陸時には揚力係数が最大となる25度、離陸時には揚抗比が最大となる16度である。後縁のフラップは、展開時に2本の隙間が現れるダブルスロット型ファウラーフラップである。フラップは内翼部と外翼部で2分割され、後縁全幅の84パーセントを占める。このフラップは、まず後方に移動し、その後回転しつつ滑り降りるように展開される。フラップの後ろ側1枚はタブと呼ばれ、前側の1枚よりもさらに折れ曲がる機構を用いている。エアバスでは、この方式により簡単な機構で性能を高くできるとしていた。全開時には翼弦長が25パーセント増え、フラップが下がり始める前に7割まで展開される。フラップは、着陸時には揚力係数が最大となる25度まで全開になり、離陸時には揚抗比を稼げる16度までの展開となる。
エルロンは低速度エルロンと全速度エルロンの2枚を備える。全速度エルロンは内翼部フラップと外翼部フラップの間に、低速度エルロンは外翼側フラップより翼端側に配置されている。エルロンリバーサルを防ぐため、翼端側の低速度エルロンはスラットやクルーガー・フラップが展開されている時のみ作動する。全速度エルロンは、フラップの作動と連動してフラップと同様の効果を発揮するフラッペロンとしても働く。
主翼上面にはスポイラーが配置されている。スポイラーは片翼あたり7枚で、内翼側フラップの前方に2枚、外翼側フラップの前方に5枚である。内舷側から数えて4枚は、グラウンドスポイラー（空力ブレーキ参照）としてのみ機能し、外弦側の3枚はフライトスポイラーとしても働く。エルロンとスポイラーの横操縦能力の分担は、高速飛行時では80パーセントが全速度エルロン、20パーセントがスポイラーによって行われ、低速では全速度エルロンと低速度エルロンがそれぞれ36パーセント、スポイラーが28パーセントを分担しているとされる。
水平尾翼は水平安定板と1枚式の昇降舵で構成される。逆キャンバー（後縁がそり上がる形状）の翼断面を持ち、翼幅が16.94メートル、翼面積が69.5平方メートルである。ピッチ方向のトリム調整（釣り合う姿勢の調整）ができるよう水平安定板自体が可動式となっており、油圧モータでボールスクリュージャッキが駆動されて+3度から-12度まで角度をとれる。垂直尾翼は垂直安定板と1枚式の方向舵で構成される。片側エンジン停止時の操縦性と横風時の着陸性能などを考慮して方向舵面積が大きく、同時に横方向の動安定を満足するよう垂直安定板も大きいため、翼面積は45.2平方メートルである。尾翼も箱型応力外皮構造で、垂直尾翼の下半分は3本桁でそれ以外は2本桁構造、舵面は板金構造である。
エンジンはパイロンにより主翼下に1発ずつ吊り下げられている。A300のエンジンポッドは補器やパイロン取り付け面も含めてDC-10-30と同じで、違いは配管等の僅かな配置程度である。胴体尾部には補助動力装置 (APU) としてガスタービンエンジンが搭載されている。APUも当初はDC-10と同じものが採用されたが、A300にはやや大きすぎたことから、後により軽量・低騒音・低燃費のAPUに変更された。
燃料タンクは主翼外翼の桁間全体が充てられ、左右それぞれのエンジンに燃料を供給するほか、左右タンク間での燃料移動も可能である。タンクは内舷側と外弦側に2分割されており、翼の強度的な負荷を抑えるため内側タンクの燃料から使用される。APUへの燃料供給も翼内のタンクから行われる。A300B4では中央翼の桁間にも燃料タンクが設けられた。さらに、A300B4-200では、後方貨物室に搭載可能なLD-3貨物コンテナ2個分に相当する追加燃料タンクがオプション設定されている。
降着装置は引き込み式で、前脚は2輪式で前方へ格納、主脚は4輪ボギー式で内側へ格納される。主脚の車輪はアンチスキッド機能付きの油圧ディスクブレーキを有する。主脚のタイヤとブレーキはB2からB4への重量増に対応して次第に強化されている。尾部にはテールスキッドを備え、離着陸時に尾部が地面に接触してしまった際にはショックを吸収できるようになっている。
A300の主要構造部材の大部分はアルミニウム合金が使用されている。主要部分の一部にはスチールやチタン合金も用いられているが、マグネシウム合金は一切使われていない。主翼の縦通材と外板はリベット接合で、胴体については外板とフレームはリベット、外板と縦通材は接着により接合されている。DC-10では接着は腐食の問題があるとして主構造部材には全く使用しなかったのと対照的に、エアバスでは腐食対策を十分に施すことで接着も採用された。また、費用対効果が見合う部品には一体削り出しも多用された。そのほか、二次構造部材の一部には複合材料も採用されている。たとえば、垂直安定板の縁部、翼胴フェアリングおよびトラックレールのフェアリングなどにはガラス繊維強化プラスチック (GFRP) が用いられ、水平安定板の翼端の一部には炭素繊維強化プラスチック (CFRP)が用いられている。

### 飛行システム

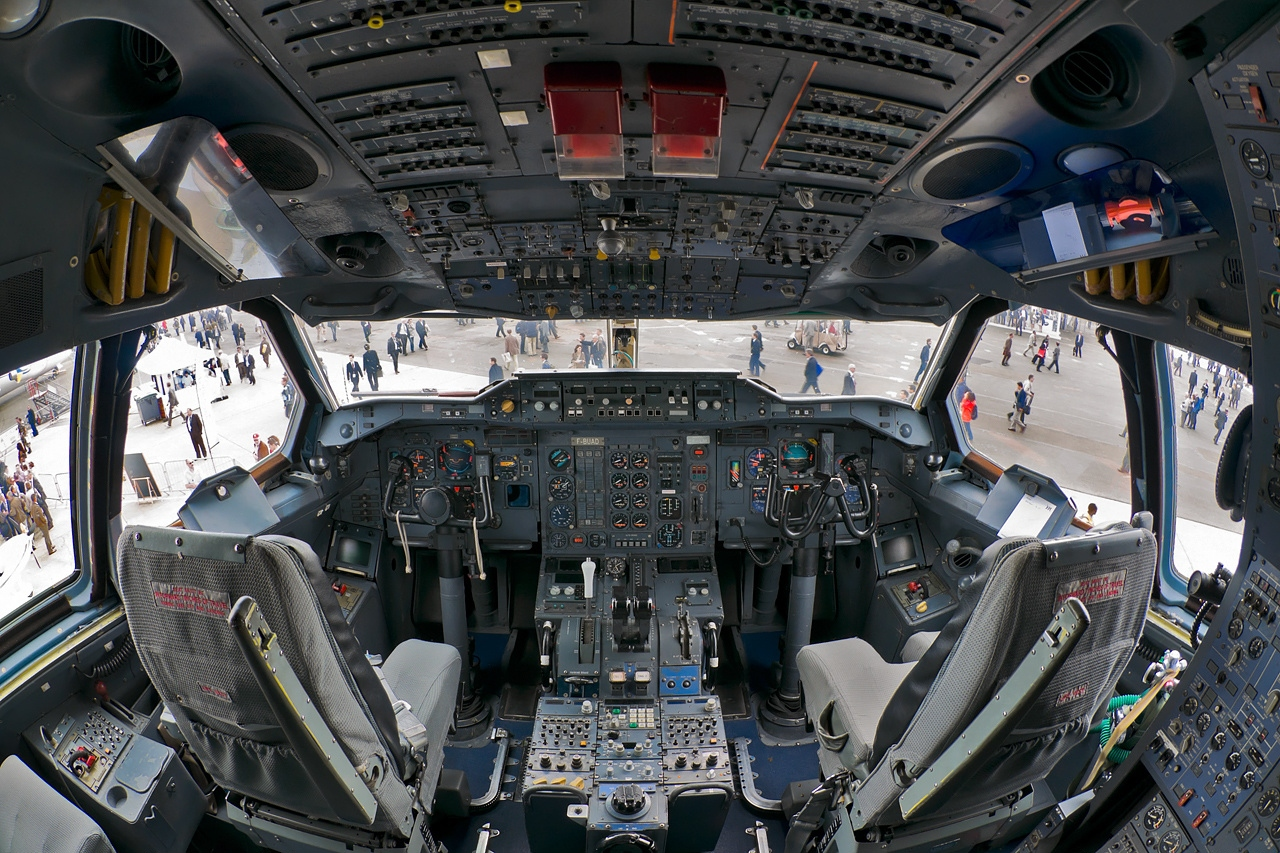
ノヴァスペース社が運用したA300 ZERO-Gのコックピット。同機はA300B2をベースとした。

A300第1世代の操縦システムは機械式で計器類も機械電気式である。運航に必要な操縦士は機長、副操縦士、航空機関士の3人であり、A300第1世代はエアバスの旅客機で唯一の3人乗務機となったが、後に航空機関士を除く2名でも運航可能なFFCC（後述）と呼ばれるコックピット仕様が開発された。
A300第1世代のシステムは、双発機であっても3発機や4発機と同等の保護安全装置や回路を装備させるよう設計されている。全てのシステムは、カテゴリーIIIaの自動着陸能力に対する要求を満たすよう設計されている。APUを空中で使用可能にするなどしてシステムは二重あるいは三重に冗長化されている。特に飛行の安全に重大な影響を及ぼす主要システムについては2種類の機器が故障してもシステム全体が使用不能にならないよう安全性が確保されている。
油圧は完全に独立した3系統が同時に機能し、どの1系統が故障しても操縦能力は十分で2系統が故障しても飛行と着陸が可能である。このため翼の舵面には、予備の人力操縦系統は搭載されていない。油圧3系統は、それぞれブルー、グリーン、イエローと名付けられており、エンジン駆動のポンプによって作動する。グリーン系統だけは電源ポンプも備えておりAPUの電源で作動可能であり、さらにグリーン系統から油圧モータを介して残りの2系統を作動させることもできる。また、エンジンとAPUが全て停止した時には、ラムエア・タービンのポンプによりイエロー系統を作動させることが可能である。
コックピットの各システムの制御パネルにはそのシステムの概要が図示されているほか、操作機器類の配置はシステムを構成しているロジックと同じ連続性を持つよう配置されている。各表示機器も実際のシステム構成要素の配置と相関を持つように配置され、操縦士が状況を把握しやすいよう工夫されている。主警報パネルは3名の乗務員から見やすいよう、中央のパネルに取り付けられている。航空機関士のシステムパネルは右舷側にあるが、エンジン始動後は着陸して停止するまで航空機関士が前向きに座って乗務できるよう操作パネルが配置されている。この考え方をさらに一段階すすめて開発されたコックピットがFFCC（Forward Facing Crew Cockpit の略）であり、システムパネルの機器類を中央のオーバーヘッドパネル（コックピット天井のパネル）に移設して航空機関士は常時前向きで乗務できるようにし、必要であれば操縦士2名だけでも運航可能となった。
A300第1世代の飛行システムやコックピットは、アビオニクスの技術進歩に対しても対応できるよう、機器類の搭載スペースや冷却能力には余裕をもって設計された。特にブラウン管 (CRT) を利用したディスプレイの搭載や計器類の増設、そして電気信号を介して動翼を操縦するフライ・バイ・ワイヤの導入にも備えた設計がなされた。実際にA300の派生型として開発されたA310や、A310の技術をA300にフィードバックした発展型のA300-600ではCRTディスプレイを用いたいわゆるグラスコックピット化が実現し、操縦系統の一部にはフライ・バイ・ワイヤも採用され、正副操縦士のみの2人乗務での運航が標準となった。
安全性に対するリスクを抑えつつ整備性を向上させるようシステムの分離も図られており、A300第1世代では特に電源系統と油圧系統の分離が重点的に行われている。整備および点検を簡素化できるよう、システムの各構成要素は整備性の良い場所にまとめて配置され、その近くには取り外しを行いやすいアクセスパネルが設けられている。複雑なシステムおよびサブシステムには、BITE (Built In Test Equipment) と呼ばれる検査装置が装備されている。BITEはシステムの作動状況や故障状態を自動的に検知して、表示・記録することができ、整備や飛行前点検などにおける業務負荷の軽減が図られている。
A300のシステム構成要素は一部を他機種とも共通性・互換性があり、特にDC-10とは広範囲に及ぶ。エンジンポッド全体はDC-10-30と同じでAPUや発電機、エアコン装置や防氷装置等の主要部もDC-10と同じであるほか、油圧ポンプは747、DC-10、L-1011と同じであり、主要機器のなかの80点は米国製の機体と共通である。

### 客室・貨物室

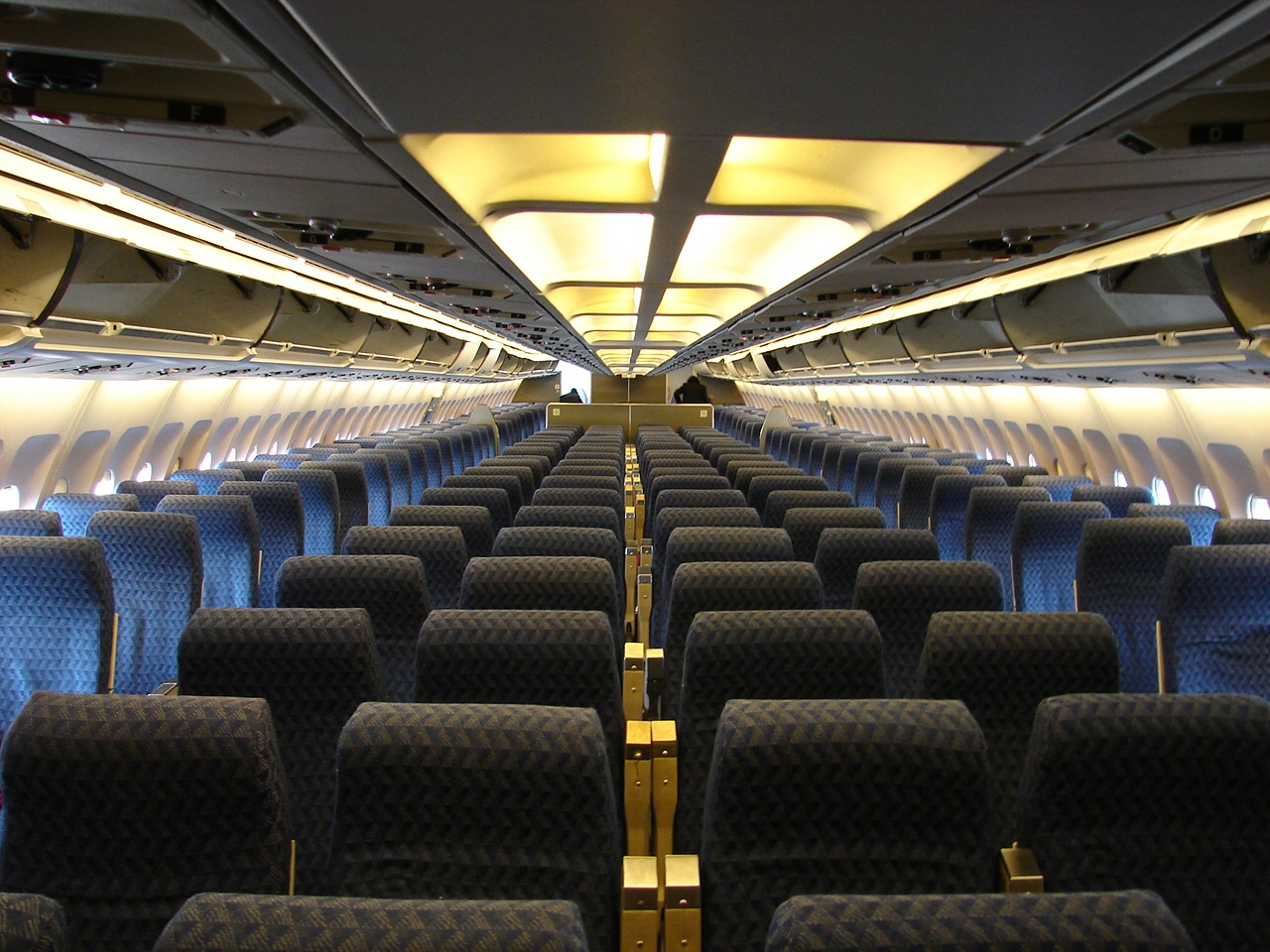
アメリカン航空による運航当時のA300の客室内。

A300の胴体は中央付近の床面を境として上層に客室、下層に貨物室が配置されている。キャビンは常用圧力差が8.25重量ポンド毎平方インチ（約570ヘクトパスカル）に与圧され、エンジンまたはAPUから得られる高圧空気を温度調整してキャビンに送られる。
A300の客室は最大幅が5.35メートル、最大高が2.54メートル、長さは初期のA300B1を除くと39.15メートルである。客室内には通路が2本配置され、標準的な座席配置は上級クラスでは2-2-2の6アブレストまたは2-3-2の7アブレストであり、エコノミークラスでは2-4-2の8アブレストで座席間隔を詰めれば3-3-3の9アブレストも可能である。真円形胴体を持つ旅客機では、客室の床面位置を断面円の中心からある程度低くした方が窓際座席のゆとりを確保しやすくなる。しかし、A300では細い胴体径で床下にLD-3貨物コンテナを2列で収容できる貨物室スペースを確保するため、床位置は相対的に高くなっている。断面の円の中心から床までの距離は、DC-10では46センチメートル、L-1011では48センチメートルあるが、A300の場合は18センチメートルである。そのためA300では円の曲率の影響で窓側席の上部が狭くなってしまうことから、座席と側壁との間を10センチメートル空けている。エアバスによる標準座席数は2クラス編成で251席（上級クラス26席＋エコノミークラス225席）、エコノミーのモノクラス編成では269席から302席であり、非常口により決まる上限座席数は345席（A300B1は323席）である。客室の扉配置は左右対称で、乗降用ドアは客室最前部、最後部、主翼の前方部に1組ずつ6か所あり、加えて主翼後方に非常口が1組配置されている。客室の窓は上下を丸めた小判形で寸法は230×340ミリメートルである。
座席の頭上には手荷物を収納するためのオーバーヘッド・ストウェージが配置されている。左右の座席のストウェージは標準装備でエコノミークラスの中央列のものはオプション扱いだったが、中央列にも採用する航空会社が多かった。機内エンターテインメント設備は基本的にはイヤホンにより音楽等のサービスを提供するオーディオ・システムのみだったが、短中距離線用の旅客機ということで機体価格を抑えるため、初期にはエンターテインメント設備を一切装備しない運航会社もあった。一方、時代と共に機内設備品が進歩したことから、エンターテインメントシステムを新しいものに置き換えた航空会社もあった。
床下貨物室は3室に分けられており、主翼を挟んで前方貨物室と後方貨物室があり、その後ろにバルク貨物室がある。床下貨物室のドアは右舷にあり、前方・後方貨物室には外開き式扉が各1か所、バルク貨物室には内開き式扉が1か所ある。前方・後方貨物室はLD-3航空貨物コンテナを左右に並べて搭載できる幅を持っており、コンテナをそれぞれ12個、8個まで収容可能である。コンテナやパレットの積み下ろしを行うため、前方・後方貨物室には動力付きローラー式の積載装置が備わっており、ドア近くのコントロールパネルにて操作する。747やDC-10、L-1011などのワイドボディ機と同規格のパレットやコンテナを搭載可能であることから、航空会社は地上設備等を共用でき、中継地の空港で他のワイドボディ機からコンテナのまま貨物を載せ替えることも可能である。前方貨物室は煙探知器と消火装置を備え、後方貨物室は煙探知器のみで消火装置は持たない。

## シリーズ構成
| 型式名                                                                                | エンジン                | 型式証明取得   |
| ------------------------------------------------------------------------------------- | ----------------------- | -------------- |
| A300B1                                                                                | GE CF6-50A              | 1974年11月12日 |
| A300B2-1A                                                                             | GE CF6-50A              | 1974年3月15日  |
| A300B2-1C                                                                             | GE CF6-50C              | 1975年10月2日  |
| A300B2K-3C                                                                            | GE CF6-50C / CF6-50C2R  | 1976年6月23日  |
| A300B2-202                                                                            | GE CF6-50C1             | 1978年2月22日  |
| A300B2-203                                                                            | GE CF6-50C2 / CF6-50C2D | 1980年2月21日  |
| A300B2-320                                                                            | P&W JT9D-59A            | 1980年1月4日   |
| A300B4-2C                                                                             | GE CF6-50C / CF6-50C2R  | 1975年3月26日  |
| A300B4-102                                                                            | GE CF6-50C1             | 1977年12月7日  |
| A300B4-103                                                                            | GE CF6-50C2             | 1979年3月21日  |
| A300B4-120                                                                            | P&W JT9D-59A            | 1981年2月4日   |
| A300B4-203                                                                            | GE CF6-50C2 / CF6-50C2D | 1979年4月26日  |
| A300B4-220                                                                            | P&W JT9D-59A            | 1982年1月8日   |
| A300C4-203                                                                            | GE CF6-50C2             | 1979年12月18日 |
| A300F4-203                                                                            | GE CF6-50C2             | 1986年6月6日   |
| - 出典：EASA 2014 - GE: ゼネラル・エレクトリック、P&W: プラット・アンド・ホイットニー |                         |                |

A300はA300-600より前に開発されたタイプ（第1世代）とA300-600以降で開発されたタイプがある。A300第1世代はエアバス・インダストリーが初めて開発・製造した旅客機で、A300-600は第1世代の機体構造を基本に先進技術が導入された発展型である。以下本節ではA300第1世代のシリーズ構成について述べる。A300-600およびその派生型（A300-600R、A300-600Fなど）については「エアバスA300-600」を参照のこと。また、A300-600Rをベースに開発された大型貨物輸送機A300-600STについては「ベルーガ」を参照のこと。
A300第1世代の型式名は装備するエンジンによって細分化されている（表2）。GE製CF6エンジンとP&W製JT9Dエンジンを装備する機体が生産された。R-R製のRB211エンジンを装備する仕様も提案されていたが、採用する航空会社が現れず生産されなかった。

### A300B1

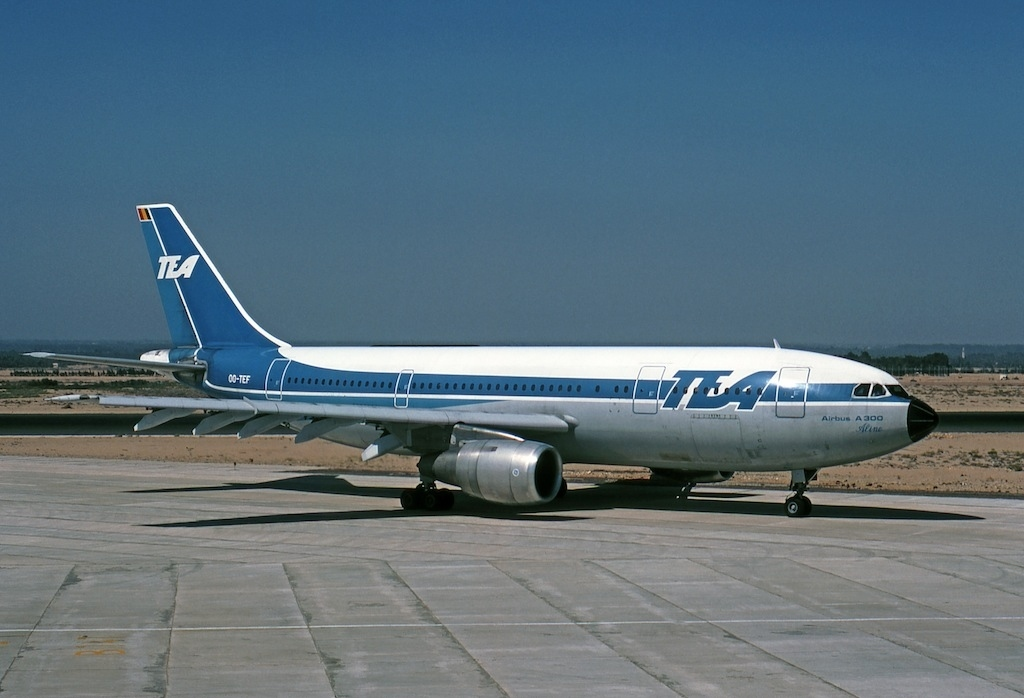
トランス・ヨーロピアン・エアウェイズにより運航されたA300B1。

A300で最初に製造されたモデルで1972年10月28日に初飛行し、1974年11月12日に型式証明を取得した。A300B2が開発されるとそちらに注文が集中したため、製造されたA300B1は1号機と2号機のみである。1号機はエアバス・インダストリーが所有し、1974年8月まで各種試験に用いられてその後解体され、胴体と主翼の一部がミュンヘンのドイツ博物館で展示された。2号機はリースされてトランス・ヨーロピアン・エアウェイズによって商業運航に用いられ、1990年11月に引退した。

### A300B2

#### A300B2-100

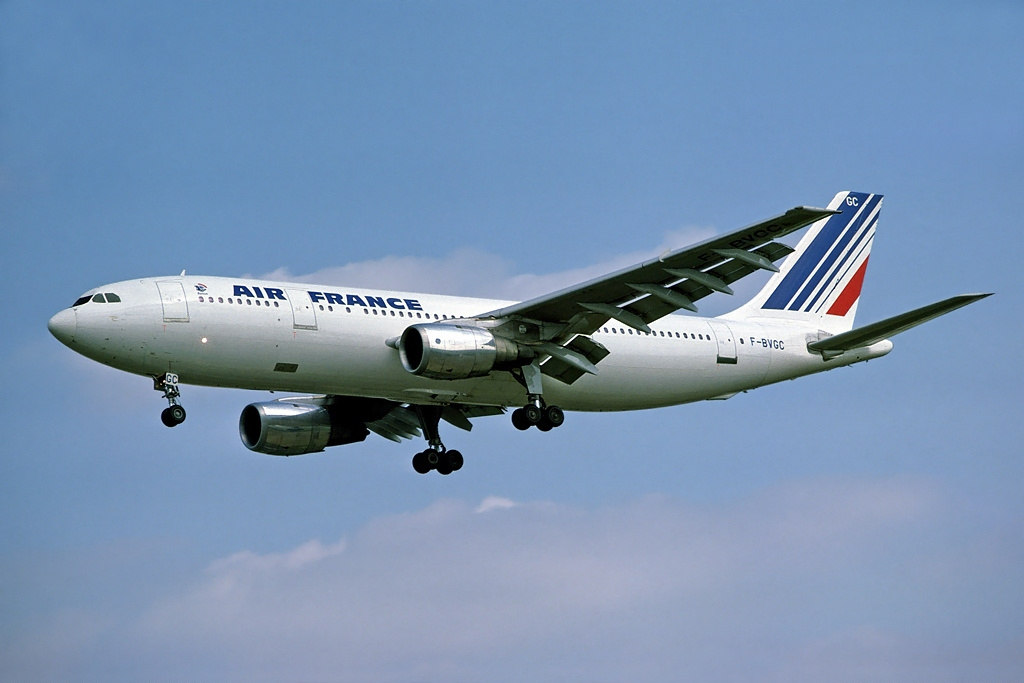
エールフランス運航当時のA300B2。同社の要請によりA300Bは胴体を2.65メートル延長し、その後の標準となった。

エールフランスの意向を受けてA300B1の胴体を2.65メートル延長し、単一クラスでの標準座席数を281席としたタイプである。最初の機体は通算3号機で1973年6月28日に初飛行した。1974年3月15日、フランスおよびドイツの航空当局から型式証明が交付された。1974年5月11日にエールフランスに引き渡され、その月の23日に初就航した。
当初は単にA300B2、あるいはA300B2-1C、A300B2-1Aと呼ばれていたが、1978年4月にエアバス・インダストリーは型式名の整理を行い、クルーガー・フラップを持たないA300B2をA300B2-100と呼ぶようになった。A300B2-100は30機が生産された。

#### A300B2-200

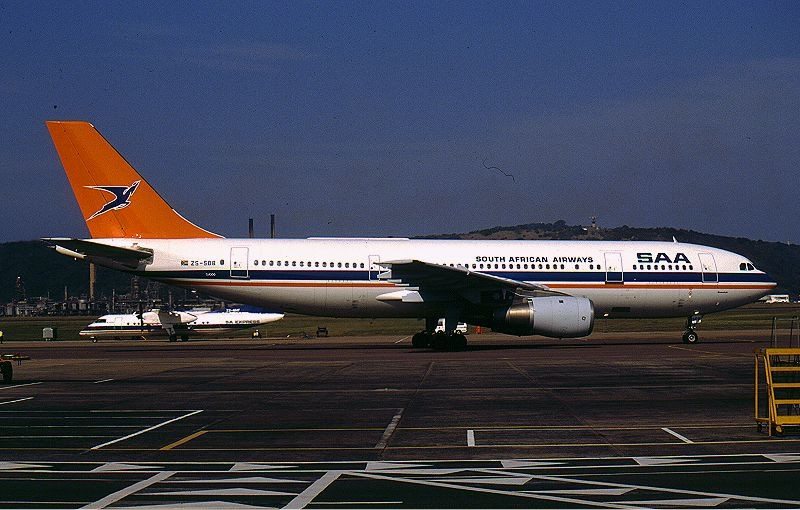
南アフリカ航空はA300B2Kの最初の発注者となった。

当初はA300B2Kと呼ばれていたが、1978年4月の型式名の整理によりA300B2-200に変更された。主翼前縁の翼根部にA300B4と同じクルーガー・フラップを装備することで、高地や高温地域での離着陸性能を向上させたタイプである。A300B2Kでは、空力的な特徴に加えて強力なブレーキを備え、ナローボディ機のDC-9や727よりも短い滑走路から離陸でき、着陸も727と同等の滑走路の使用が可能であり、2,000メートルの滑走路でも余裕のある離着陸性能を持っていた。
通算32号機がA300B2Kの初号機となり1976年7月30日に初飛行し、11月23日に南アフリカ航空に初引き渡しが行われた。A300B2KとA300B2-200を合わせて25機が生産された。日本の東亜国内航空が最初に導入したA300もA300B2Kであった。

#### A300B2-300

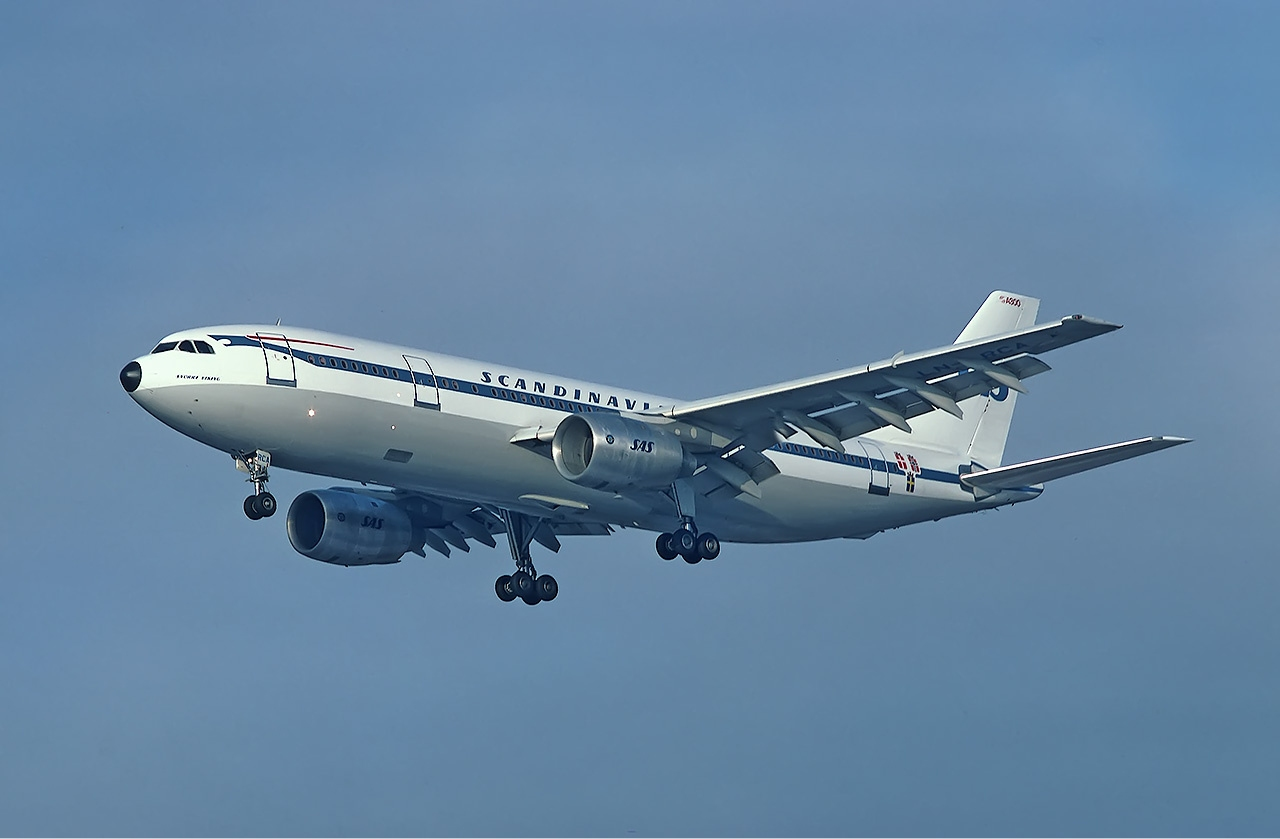
スカンジナビア航空のみが運航したA300-300。

A300B2-200の最大離陸重量を増加し、短距離区間を頻繁に離着陸するような路線に適した機材として開発された。A300シリーズでP&W製JT9Dエンジンを採用した最初の機体となった。通算79号機がA300B2-300の初号機となり、1979年4月28日に初飛行、1980年1月4日に型式証明を取得した。当型式を採用したのはスカンジナビア航空のみであり4機が生産された。

### A300B4

#### A300B4-100
イベリア航空の要求によりA300B2の中央翼内に燃料タンクを増設し、最大離陸重量も150トンに増やして航続距離を伸ばしたタイプである。重量増加に対応して離陸性能を確保するため、主翼前縁の翼根部にクルーガー・フラップが追加された。A300B4の開発により、もともと短距離型として開発されたA300が中距離路線にまで使える幅の広い旅客機に成長し、結果的に販売の中心はA300B4となった。
通算9号機がA300B4の初号機となり、1974年12月26日に初飛行、1975年3月26日に型式証明を取得した。しかし、最初の発注者だったイベリア航空が注文をキャンセルしたため、ドイツのチャーター便航空会社のジャーマンエアが最初の納入先となり、1975年6月1日に初就航した。最大離陸重量を157.5トンに増加したタイプも開発され、1976年6月10日に型式証明が交付された。さらに、構造を強化して最大離陸重量を165トンまで増加したタイプ（次節参照）が登場し、基本構造のA300B4はA300B4-100と呼ばれるようになった。A300B4-100は66機が生産されたほか、スカンジナビア航空のA300B2-300は全4機が当型式に改造された。

#### A300B4-200
主翼と主脚（降着装置）の強度を向上し、ブレーキとタイヤの容量を増すことで最大離陸重量を165トンまで増加したタイプである。A300B4-200では貨物室内に燃料タンクを増設でき、その場合の航続距離は3,000海里（5,560キロメートル）となった。
A300B4-200は1978年1月にエールフランスから初受注し、当型式の初号機は通算70号機で1979年4月26日に型式証明を取得、同月末から引き渡しが始まった。100機が生産されたほか、A300B4-100からA300B4-200仕様に改造された機体もある。操縦士2名での運航が可能なFFCC仕様もある。

### A300C4

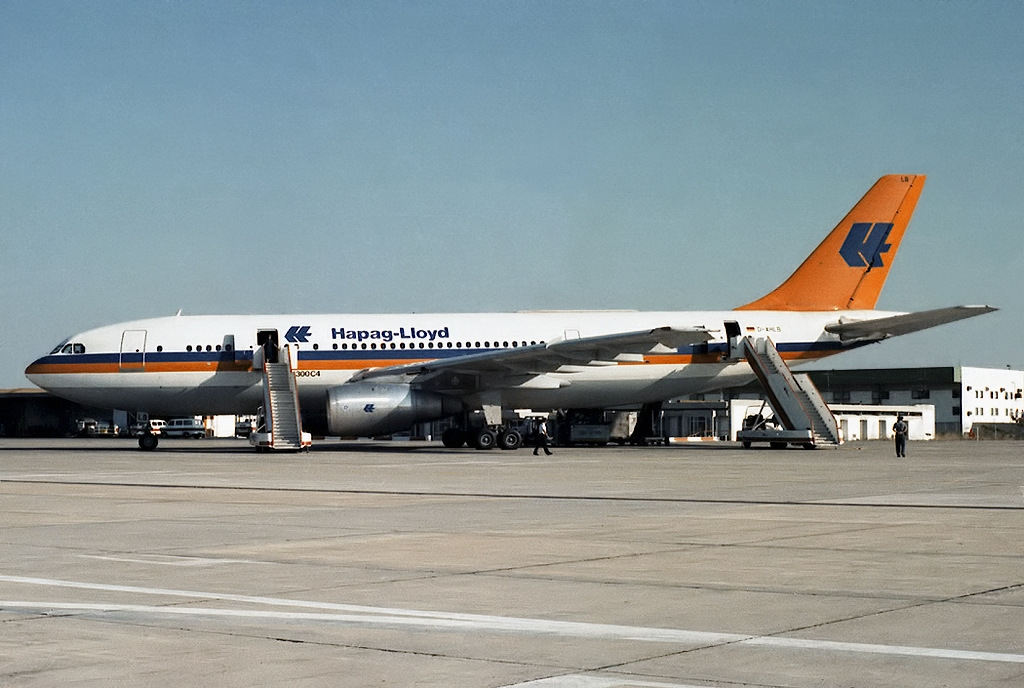
ハパックロイド運航時のA300C4-200。

A300B4をベースに開発された貨客転換型で、正式な型式名はA300C4-200である。メインデッキ（客席部分）に貨物を搭載できるよう左舷前方に幅3.58メートル、高さ2.57メートルの貨物扉を設置し、床面強化とメインデッキへの煙探知器の追加を行い、内装も貨物向きに変更している。メインデッキに貨物を搭載するときは、座席のかわりに貨物積載装置を取り付け、前方に9Gに耐えられるバリヤーネットを張ってコックピットを保護する。メインデッキの貨物室容積は173 - 179立方メートルであり、客室内装を残したままで88×125インチ（2.23×3.17メートル）の貨物パレットを13枚、96×125インチ（2.44×3.17メートル）の貨物パレットでは12枚を収容可能である。旅客機として運用する場合の座席数は281席で、繁忙期は旅客機として、閑散期は貨物機または貨客混載機といった運用が可能である。貨物用から旅客用へは24時間で転換できる。
A300C4は、ドイツのハパックロイドから初受注し、A300B4-200として完成した83号機をドイツ・ブレーメンのVFW社に空輸して1975年5月から改造作業を行った。1979年12月18日に型式証明を取得し、同月中にハパックロイドへ納入された。初めからA300C4として生産されたのは4機であるが、このうちの2機は納入前にA300F4（次節参照）に改造された。

### A300F4

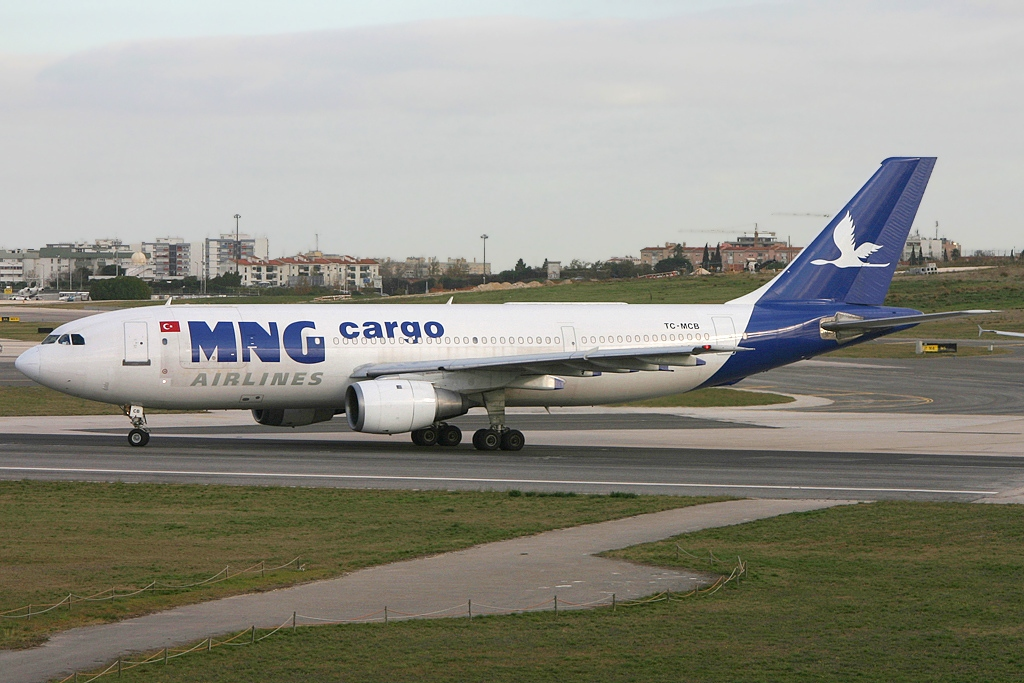
トルコの貨物航空会社MNG航空による運航当時のA300F4-203。胴体前方（"M"がペイントされている辺り）に貨物扉がある。

A300C4と同様にメインデッキに貨物を搭載可能とした貨物専用型であり、正式名称はA300F4-203である。エアバス・インダストリーでは早くからA300の貨物型を提案していたが、第1世代では新造機での受注はなく全て旅客型またはA300C4からの改造により製造された。A300F4の初号機は通算277号機で、A300C4-200として1983年9月29日に初飛行していた機体を改造し、1986年6月6日の型式証明取得後に大韓航空に引き渡されたものである。この改造はイギリスのBAeによって行われた。A300-600シリーズでも純貨物型も提案され、こちらは新造機での受注もあった（詳細は、A300-600を参照）。

### A300 ZERO-G
フランスのノヴァスペース社が提供している航空機実験サービスにA300が使用された。この機体はA300 ZERO-Gと名付けられ、放物線飛行を行うことで微少重力環境をつくり出す。A300 ZERO-GはA300B2の通算3号機を改造したもので、放物線飛行に必要な操縦を行えるコックピット、飛行状況を記録する計測装置類、そして実験機器を搭載できるキャビンを備える。1回の放物線飛行で作り出せる微少重力状態は20秒間ないし25秒間で、重力加速度は-0.02Gから0.02Gである。放物線飛行の前後では各20秒間1.8Gの加重がかかる。1回の飛行で最大40回まで放物線飛行を行え、最大ペイロードは12トンである。A300 ZERO-Gは1997年から運用を開始し、18年間に13,000回以上の放物線飛行を行った。構造に高負荷のかかる飛行を繰り返すことから、年々それに耐えるための整備が難しくなり、A310をベースとした新しい「ZERO-G」に後を引き継ぎ、2014年10月に引退した。

## 運用の特徴
A300はシリーズ全体で561機が顧客へ引き渡された。そのうちA300第1世代が249機で、A300-600シリーズが312機であった。また、A300-600ST「ベルーガ」が5機製造・納入された。
第1世代の運用数は、引き渡しが始まった1974年から増加し、1980年代の後半には240機前後となりピークを迎えた。その後は退役が進み2014年には20機を下回った。A300-600シリーズは、納入が始まった1984年から運用数は増え続け、280機を超えた2000年代中盤をピークにその後は減少傾向にある。
A300第1世代の新造機での導入数が最も多かったのは、イースタン航空でその数は32機であった。10機以上の新造機を導入したのは、欧州ではエールフランス (23) とルフトハンザ航空 (11)、米国ではイースタン航空とパンアメリカン航空 (12)、アジアではタイ国際航空 (12)、東亜国内航空（後の日本エアシステム） (11)、大韓航空 (10)、インディアン航空 (10)であった（括弧内は導入機数）。
A300-600シリーズを新造機で最も多く導入したのはUPS航空で53機、次いでフェデックスが42機導入しており、貨物航空会社が上位を占めた。新造機を10機以上導入した旅客航空会社は、導入数の多い順にアメリカン航空 (34)、大韓航空 (24)、日本エアシステム (22)、タイ国際航空 (21)、ルフトハンザ航空 (13)、サウディア (11)、チャイナエアライン (10)、中国東方航空 (10)、ガルーダ・インドネシア航空 (10)であった。
エールフランス、ルフトハンザ航空、イベリア航空、アリタリア航空といった欧州の主要航空会社は、A300を欧州内幹線で運航した。A300第1世代の運航機数が最も多かったのは1980年代後半で約240機をピークに引退が進み、A300-600については2000年代中盤の約290機をピークに引退が進んでいる。初期の運航会社が放出した機体は、中古機として中小規模の航空会社で採用されたほか、貨物専用型へ改造され貨物航空会社でも運航されている。
2018年7月の統計によると、A300第1世代が12機、A300-600シリーズが200機運用されている。この運用数には、エアバス・トランスポート・インターナショナルが運用する5機のA300-600STも含まれる。運用数の半数以上は貨物航空会社によるもので、運用数の首位はFedEx (68)、以下UPS航空 (52)、DHLの関連会社であるユーロビアン･エア･トランスポート (21) と続き、上位3社ともA300-600のみの運用である。同じく2018年7月の統計においてA300を運航している旅客航空会社は、中東やアフリカの航空会社を主とした数社で、マーハーン航空 (11)、イラン航空 (4)、ケシュム・エア (4)、エジプト航空 (2) などとなっている。

### 日本での運航

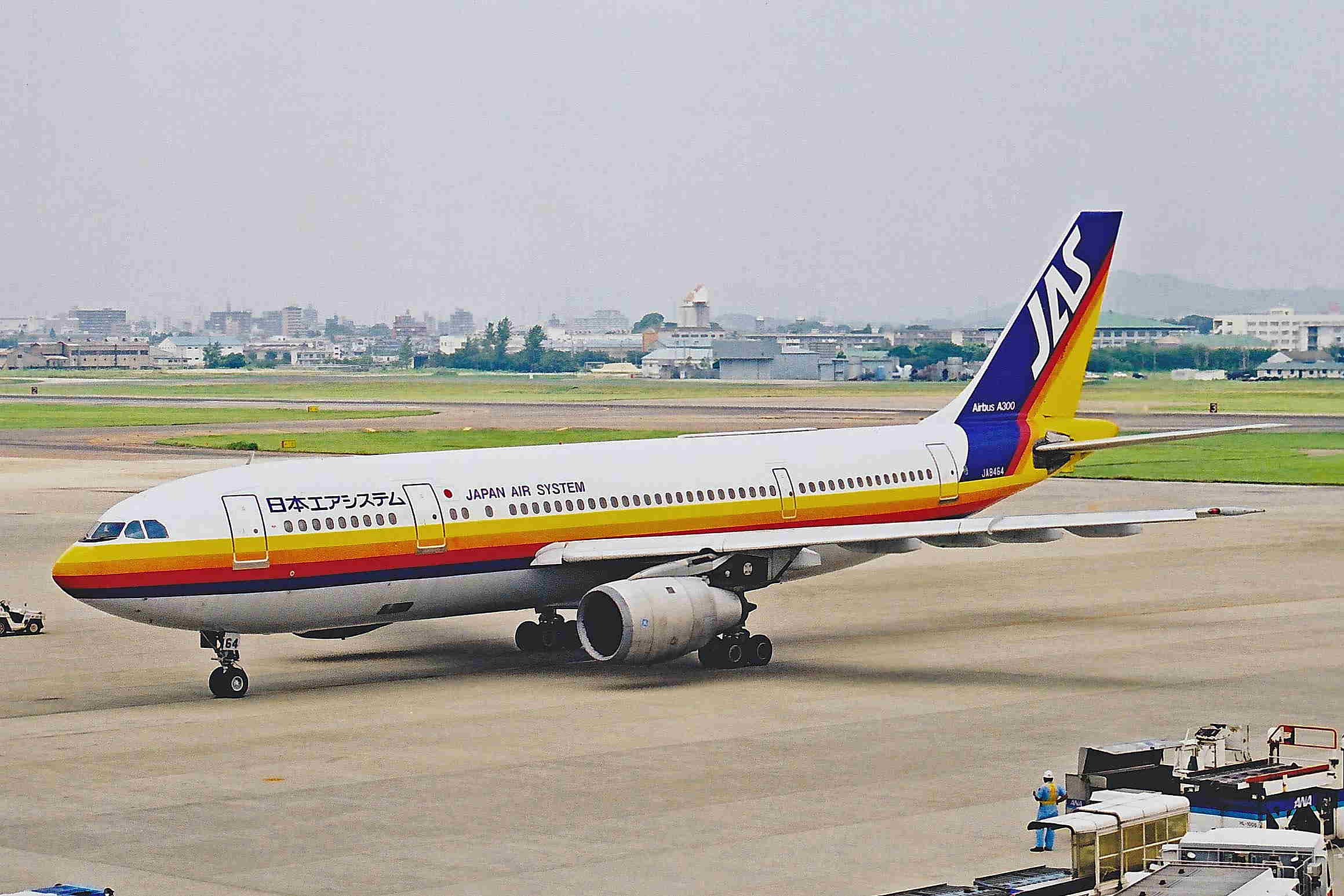
日本エアシステム運航当時のA300B2K

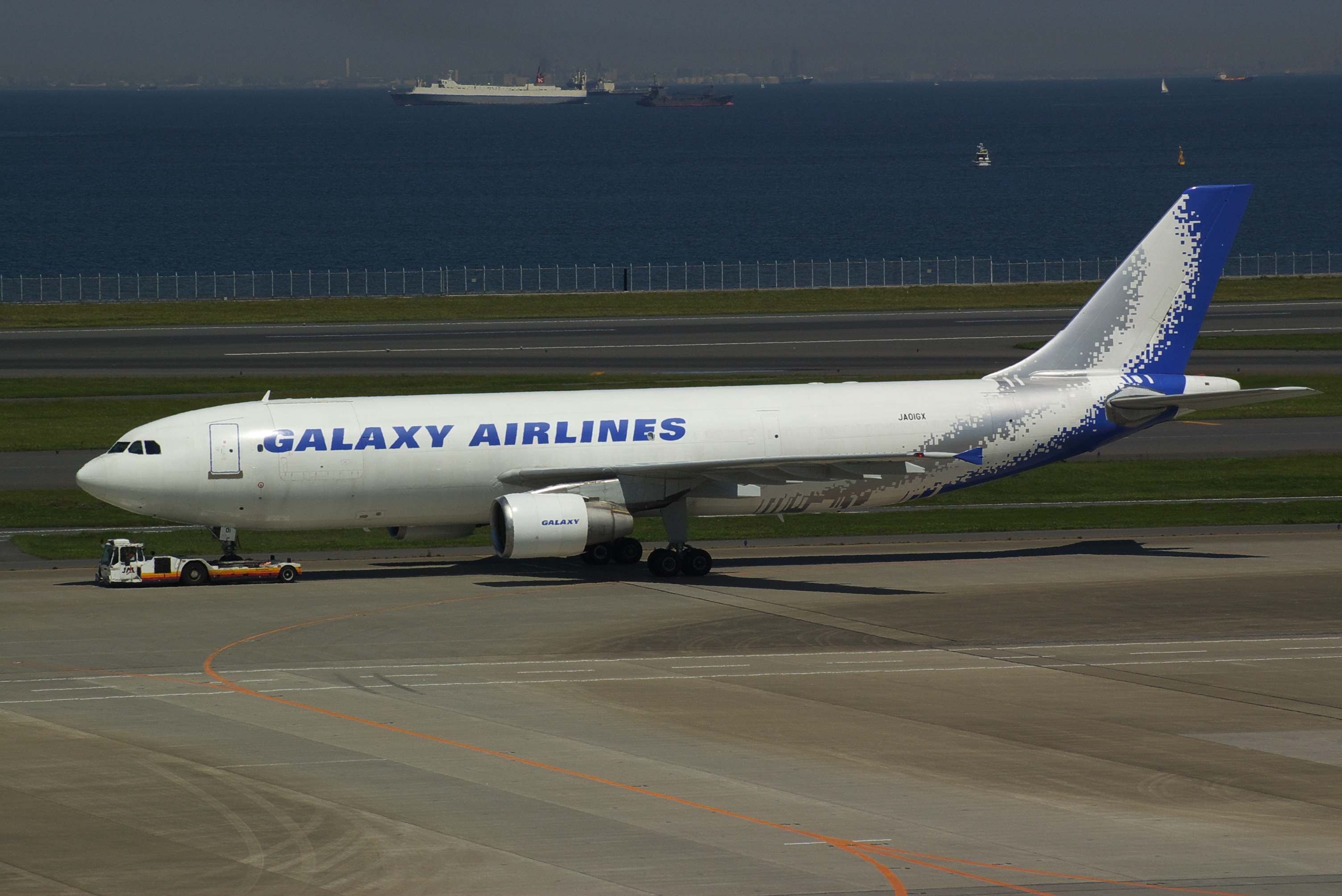
ギャラクシーエアラインズが運航したA300-600R貨物型改造機。

日本の航空会社では東亜国内航空（後の日本エアシステム）と佐川急便グループのギャラクシーエアラインズがA300を採用した。東亜国内航空は日本エアシステム時代から日本航空との統合後まで含めて、A300B2Kを9機、A300B4を8機、A300-600Rを22機と延べ39機を運航した。ギャラクシーエアラインズはA300-600Rの貨物型を2機運航した。そのほか、大韓航空やタイ国際航空、フィリピン航空、中国の航空会社などが日本への国際便にA300を用いた。また、パンアメリカン航空はアジア路線にA300を投入し日本へも乗り入れていた。
A300は東亜国内航空の初のワイドボディ機となり、同時に日本の航空会社が導入した最初の欧州製ジェット旅客機となった。日本のローカル国内線を中心に運航していた東亜国内航空はDC-9の次に導入する大型機の選定にあたり、主にA300とDC-10を比較検討した。その結果、DC-10ほどの大きさや航続距離性能は不要とされ、双発で整備性・経済性に有利で地方空港の2,000メートルの滑走路でも離着陸できる機材としてA300B2Kが選定された。実績の無い欧州製で世界初の双発ワイドボディ機の導入ということで心配する声もあったが、事前調査の上で1979年5月に最初の受注契約が交わされた。初納入に先立つ1979年11月、入間基地で開催された国際航空宇宙ショーにエアバス・インダストリーはA300のデモ機を出展した。この時の機体はエアバスのコーポレートカラーであるレインボーカラーに「東亜国内航空」とペイントされており、これを見た東亜国内航空の役職員が感激し、同社の機体塗装にレインボーカラーを譲り受けることとなった。
東亜国内航空への初引き渡しは1980年10月で、翌年3月に羽田 - 鹿児島線で初就航した。その後、ワイドボディ機でありながら滑走路長が2,000メートルの地方空港へも就航できる離着陸性能を活かし羽田と北海道、東北、九州を結ぶ路線に相次いで投入されローカル路線網の充実に貢献した。増加する旅客数に対応し、A300B2Kに続いてA300B4を追加発注しようとしたが、当時既にA300-600の生産に移行していたことから新造機では数を揃えられず海外の航空会社から中古機を買い集めた。また、1988年4月には東亜国内航空は日本エアシステムへ社名変更し、その年の7月に同社初の国際定期便となる成田 - ソウル線が開設されA300B4が就航した
その後、日本エアシステムは、輸送力の強化と国際線へも就航できる機材としてA300-600Rの導入を決め、1991年4月に最初の機体を受領した。この時のA300-600Rは第1世代の後継というより機材増強の側面が強く、第1世代は主に国内線、A300-600はアジア地域への国際線の強化に振り向けられた。日本エアシステムは東亜国内航空時代からA300の定時出発率99.5パーセント以上を維持し、エアバスから最優秀運航者として2度表彰された。

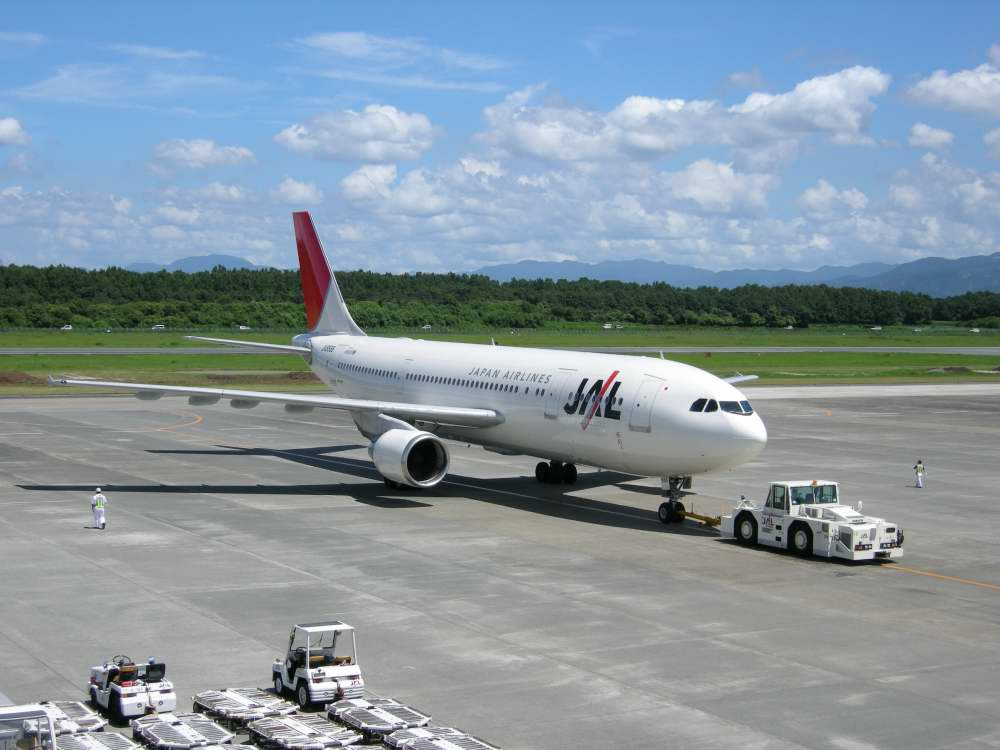
日本エアシステムは日本航空と統合し、引き継がれたA300-600Rは日本航空の新塗装に塗り替えられた。

日本エアシステムが日本航空と経営統合した後もA300は引き継がれたが、第1世代機は2002年から引退が始まり、2006年3月31日に運航を終了した。第1世代は予め引退が計画されていたため統合後もレインボーカラー塗装で運用された。一方のA300-600Rは新しい日本航空の塗装に塗り替えられ国内線で運航された。2008年のリーマン・ショックをきっかけに日本航空は経営難に陥り、再建策の一環として機種整理を行いA300-600Rも引退することとなった。当初の引退予定は2011年3月だったが、その月の11日に発生した東日本大震災を受けて被災した東北への輸送力増強に充てられたことで引退は一旦延期され、5月31日の青森発羽田行きの便をもって運航を終えた。
ギャラクシーエアラインズは2005年5月に佐川急便が設立した貨物専門航空会社で、A300-600Rの中古機を改造した貨物機を導入し、翌年10月に羽田と北九州ならびに那覇空港間で運航を開始した。2007年4月には新造機で2機目を導入し、新千歳と羽田ならびに関西国際空港間でも就航も開始した。しかし、燃料費高騰や機材の不具合により運航・整備コストがかさみ、当初計画より大幅な赤字となり2008年8月に事業停止と清算を決定し、同年10月に全路線を廃止した。

### 受注・納入数
顧客へ納入されたA300シリーズは、総計561機である。内訳は、A300第1世代が249機、A300-600シリーズが312機であった。
| 年     | 合計 | 2007 | 2006 | 2005 | 2004 | 2003 | 2002 | 2001 | 2000 | 1999 | 1998 | 1997 | 1996 | 1995 | 1994 | 1993 | 1992 | 1991 | 1990 |
| ------ | ---- | ---- | ---- | ---- | ---- | ---- | ---- | ---- | ---- | ---- | ---- | ---- | ---- | ---- | ---- | ---- | ---- | ---- | ---- |
| 受注数 | 561  | 0    | 0    | 7    | 2    | 6    | 0    | 24   | 2    | 0    | 32   | 6    | 15   | 2    | 0    | 3    | 16   | 38   | 22   |
| 納入数 | 561  | 6    | 9    | 9    | 12   | 8    | 9    | 11   | 8    | 8    | 13   | 6    | 14   | 17   | 23   | 22   | 22   | 25   | 19   |
|        |      |      |      |      |      |      |      |      |      |      |      |      |      |      |      |      |      |      |      |
|        | 1989 | 1988 | 1987 | 1986 | 1985 | 1984 | 1983 | 1982 | 1981 | 1980 | 1979 | 1978 | 1977 | 1976 | 1975 | 1974 | 1973 | 1972 | 1971 |
| 受注数 | 54   | 21   | 29   | 7    | 16   | 19   | 0    | 3    | 23   | 31   | 61   | 65   | 23   | 2    | 14   | 9    | 0    | 3    | 6    |
| 納入数 | 24   | 17   | 11   | 10   | 16   | 19   | 19   | 46   | 38   | 39   | 24   | 15   | 16   | 13   | 9    | 4    | 0    | 0    | 0    |

## 主な事故・事件
2017年1月現在、A300が関係した航空事故および事件は73件報告されており、その中には34件の機体損失事故と30件のハイジャックが含まれる。死者を伴う事件・事故は15件発生しており、合わせて1,435人が亡くなっている。
A300の最初の機体損失事故は1982年3月17日にイエメンのサヌア国際空港で発生した。カイロ国際空港行きのエールフランス125便が離陸滑走中にエンジンが破損し、飛び出した破片が燃料タンクを突き破り火災が発生した。この事故で乗客乗員124人の内乗客1人が負傷したが死者は出なかった。機体は修理不能と判断され登録抹消となった。
A300の最初の死亡事故は、1987年9月21日に発生した。ルクソール国際空港に着陸しようとしていたエジプト航空のA300B4-203が滑走路を700メートル超過して墜落した。同機には乗客は搭乗していなかったが乗員5人全員が死亡した。
A300の事故・事件のなかで最も多くの犠牲者が発生したのはイラン航空655便撃墜事件である。1988年7月3日、アメリカ海軍のミサイル巡洋艦が発射したミサイルによってイラン航空のA300B2-200が撃墜され、乗客と乗員合わせて290人全員が死亡した。そのほか100人以上の犠牲者が発生した事故には、1992年9月28日に発生したパキスタン国際航空268便墜落事故、1994年4月26日に発生した中華航空140便墜落事故、1997年9月26日に発生したガルーダ・インドネシア航空152便墜落事故、1998年2月16日に発生したチャイナエアライン676便墜落事故、2001年11月12日に発生したアメリカン航空587便墜落事故がある。このうち、パキスタン国際航空268便とガルーダ・インドネシア航空152便の事故はA300B4によるもので、それ以外はA300-600Rによる事故である。
A300が巻き込まれた最初のハイジャック事件は、1976年9月27日に発生したエンテベ空港奇襲作戦である。エールフランスのA300B4-203がハイジャックされエンテベ国際空港に着陸した。人質が空港の旧ターミナルに移された後、イスラエル軍による救出作戦が実施されたが人質3名が死亡した。

## 主要諸元
本節ではA300第1世代の主要諸元を示す。A300-600およびその派生型の諸元は「エアバスA300-600」を参照のこと。
| | A300B1                           | A300B2-100                       | A300B2-200                       | A300B4-100                       | A300B4-200                       | A300C4-200                                    | A300F4-200                              |
| --- | -------------------------------- | -------------------------------- | -------------------------------- | -------------------------------- | -------------------------------- | --------------------------------------------- | --------------------------------------- |
| 運航乗務員数                                                                                         | 3名（FFCC仕様機は2名で運航可能） | 3名（FFCC仕様機は2名で運航可能） | 3名（FFCC仕様機は2名で運航可能） | 3名（FFCC仕様機は2名で運航可能） | 3名（FFCC仕様機は2名で運航可能） | 3名（FFCC仕様機は2名で運航可能）              | 3名（FFCC仕様機は2名で運航可能）        |
| 標準座席数 （2クラス）                                                                               | --                               | 251席                            | 251席                            | 251席                            | 251席                            | --                                            | N/A                                     |
| 最大座席数 （1クラス）                                                                               | 323席                            | 345席                            | 345席                            | 345席                            | 345席                            | 145席†                                        | N/A                                     |
| 貨物室容積                                                                                           | --                               | 144 m3                           | 144 m3                           | 144 m3                           | 144 m3                           | メインデッキ: 173 - 179 m3 床下貨物室: 158 m3 | メインデッキ: 285 m3 床下貨物室: 158 m3 |
| 全長                                                                                                 | 50.97 m                          | 53.62 m                          | 53.62 m                          | 53.62 m                          | 53.62 m                          | 53.62 m                                       | 53.62 m                                 |
| 全幅                                                                                                 | 44.84 m                          | 44.84 m                          | 44.84 m                          | 44.84 m                          | 44.84 m                          | 44.84 m                                       | 44.84 m                                 |
| 全高                                                                                                 | 16.53 m                          | 16.53 m                          | 16.53 m                          | 16.53 m                          | 16.53 m                          | 16.53 m                                       | 16.53 m                                 |
| 主翼面積                                                                                             | 260 m2                           | 260 m2                           | 260 m2                           | 260 m2                           | 260 m2                           | 260 m2                                        | 260 m2                                  |
| 胴体直径                                                                                             | 5.64 m                           | 5.64 m                           | 5.64 m                           | 5.64 m                           | 5.64 m                           | 5.64 m                                        | 5.64 m                                  |
| 客室幅                                                                                               | 5.35 m                           | 5.35 m                           | 5.35 m                           | 5.35 m                           | 5.35 m                           | 5.35 m                                        | N/A                                     |
| 最大無燃料重量 (MZFW)                                                                                | 116,500 kg                       | 116,500 - 120,500 kg             | 120,500 kg                       | 122,000 - 126,000 kg             | 124,000 - 130,000 kg             | 124,000 - 126,000 kg                          | 126,000 kg                              |
| 最大離陸重量 (MTOW)                                                                                  | 137,000 kg                       | 134,000 - 142,000 kg             | 134,000 - 142,000 kg             | 150,000 - 157,500 kg             | 147,500 - 165,000 kg             | 165,000 kg                                    | 165,000 kg                              |
| 最大着陸重量 (MLW)                                                                                   | 122,000 kg                       | 127,000 - 130,000 kg             | 130,000 kg                       | 133,000 - 134,000 kg             | 134,000 - 140,000 kg             | 134,000 - 136,000 kg                          | 136,000 kg                              |
| 最大巡航速度                                                                                         | マッハ0.84                       | マッハ0.86                       | マッハ0.86                       | マッハ0.82                       | マッハ0.82                       | マッハ0.82                                    | マッハ0.82                              |
| 航続距離                                                                                             | 2,590 km                         | 3,425 km                         | 3,425 km                         | 4,820 km                         | 5,560 km                         | 4,625 km                                      | 4,625 km                                |
| エンジン (×2)                                                                                        | GE CF6-50A                       | GE CF6-50C P&W JT9D-59A          | GE CF6-50C P&W JT9D-59A          | GE CF6-50C2 P&W JT9D-59A         | GE CF6-50C2 P&W JT9D-59A         | GE CF6-50C2 P&W JT9D-59A                      | GE CF6-50C2 P&W JT9D-59A                |
| - GE: ゼネラル・エレクトリック、P&W: プラット・アンド・ホイットニー - † 主デッキに貨客混載時の最大。 |                                  |                                  |                                  |                                  |                                  |                                               |                                         |